# Vulva
La vulva es el conjunto de los órganos sexuales primarios externos de los mamíferos hembras. Los órganos sexuales de otros grupos de animales, como los nematoda, también pueden ser denominados análogamente como «vulva»; sin embargo se diferencian por completo de la vulva de los mamíferos. En las mujeres, está constituida por el monte de Venus, los labios y el clítoris. Desde allí, la vagina conduce al útero y la uretra hacia la vejiga. En la mujeres, se incluye también el meato urinario, la apertura vaginal, el himen y aperturas de las glándulas vestibulares (glándulas de Bartholin y de Skene). En anatomía humana, en contraposición con la anatomía animal, la parte más externa de la vagina o vestíbulo vulvar pertenece también a la vulva. Los pliegues de los labios menores y mayores ofrecen una doble capa de protección de la vagina. Los músculos del suelo pélvico, así como otros músculos del triángulo urogenital, soportan las estructuras de la vulva, . 
El suministro de sangre a la vulva procede de las tres arterias pudendas (interna, externa superficial y externa profunda). Las venas pudendas internas brindan drenaje. Los vasos linfáticos aferentes transportan linfa desde la vulva hasta los ganglios linfáticos inguinales. Los nervios que inervan la vulva son el nervio pudendo, el nervio perineal, el nervio ilioinguinal y sus ramas. La irrigación sanguínea y la inervación de la vulva contribuyen a las fases de excitación sexual.
Tras el desarrollo de la vulva, se producen cambios tanto en el nacimiento como en la infancia, la pubertad, la menopausia y la posmenopausia. El aspecto de la vulva es muy variable, sobre todo en relación con los labios menores. La vulva puede verse afectada por muchos trastornos, que a menudo pueden provocar irritación. Las medidas de salud vulvovaginal pueden prevenir muchos de ellos. Otros trastornos incluyen diversas infecciones y cánceres. Existen varias cirugías restaurativas vulvares conocidas como genitoplastias, y algunas de ellas se utilizan también como procedimientos de cirugía estética.
Las distintas culturas han tenido diferentes perspectivas sobre la vulva. Algunas religiones y sociedades antiguas han rendido culto a la vulva y venerado a la mujer como una diosa. Algunas de las principales tradiciones del hinduismo continúan esta tradición. En las sociedades occidentales, ha habido una actitud muy negativa, tipificada por la terminología médica de pudenda membra, que significa, literalmente, “partes avergonzantes”.  
Si bien la vagina es una parte distinta y separada de la vulva, a veces, por influencia del idioma inglés, se utiliza incorrectamente como su sinónimo.

## Etimología
La palabra española «vulva» proviene del latín volva, palabra cuya etimología no se conoce con seguridad. Puede significar ‘útero’, aunque en botánica también significa ‘cáscara’ de fruta. En el Rig-veda (el texto más antiguo de la India, de mediados del II milenio a. C.) aparece la palabra sánscrita ulva (o ulba), que significaba ‘membrana’ (especialmente la que rodea al embrión), y un milenio después ―en el Vāyasanei samjitá― pasó a significar ‘útero’.
En el latín clásico, la palabra volva, en contraposición a su significado médico actual, designaba inicialmente al útero, en contextos culinarios, en particular el útero de la cerda, que se contaba entre las delicatessen. Sin embargo, ya Plinio diferenciaba entre uterus, denominación para el útero humano, y volva, para el útero de los animales. En esto, uterus tendía crecientemente a desplazar a vulva como denominación del útero, y se corrió o estrechó el significado de vulva en el sentido de cunnus referido al área genital externa, junto al término os vulvae («boca de la vulva») desde Cornelius Celsus como denominación de la abertura exterior.
La etimología antigua tardía se ubicó en esta significación transformada; en el siglo VI d. C., Isidoro de Sevilla derivó vulva de valvae, «puerta de batientes», ya que dejaría entrar el semen como si traspasara una puerta, a través de la cual también saldría el feto.

### Nombres coloquiales
En el lenguaje literario y coloquial culto se usa la palabra cunnus (cuyo plural en latín es cunni), que en la literatura latina clásica se utilizó predominantemente como expresión obscena o con una connotación erótica.
En el registro coloquial se utilizan diversas expresiones para denominar a la vulva, algunas de ellas vulgares o malsonantes y otras cariñosas o graciosas. El Diccionario de la lengua española, editado por la Real Academia Española, consigna las voces coño, chumino,  chocho y crica, También incluye algunas de las variantes regionales de otros países hispanohablantes, por ejemplo «chucha» (Ecuador, Chile, Panamá y Perú), «choro» (Chile), o la palabra malsonante «concha», que se usa con esta acepción en Argentina, Chile, Ecuador, Paraguay, Perú y Uruguay, así como la palabra «cuca», que se considera malsonante en países como Colombia, Guatemala, Honduras y Venezuela (en este último país también se suele emplear la palabra «cuchara» o «totona» a modo de eufemismos, aunque aun así se consideran malsonantes). En español es corriente aludir a la parte externa de la vulva como «conejo», mientras que en otros idiomas se utilizan apodos más o menos cariñosos del gato (en alemán muschi, en inglés pussy o en francés chatte). En Perú también el eufemismo pishura.

## Anatomía humana

### Anatomía macroscópica
La vulva comprende los órganos sexuales primarios externos de la mujer. Estos son, por un lado, las partes que la enmarcan: monte de Venus y los labios mayores externos y, por otro, los labios menores internos, el clítoris y el vestíbulo vulvar con las salidas de la vagina, la uretra y las glándulas vestibulares. En la fase de formación de los órganos en el embrión (organogénesis) la vulva surge del tubérculo genital y de los tubérculos labioescrotales (tubercula labioscrotalia) ubicados a su lado.
El monte de Venus (mons pubis o mons veneris) y los labios mayores (labia majora pudendi) constituyen la delimitación exterior de la vulva. Hasta la pubertad (más precisamente, hasta la pubarquia) se hallan desprovistos de vello púbico, mientras que en las mujeres adultas sí están cubiertos por este. Los labios mayores poseen glándulas sebáceas, sudoríparas y odoríferas (estas últimas secretan sustancias perceptibles al olfato) y conforman la rima pudendi.
Entre los labios mayores externos están los llamados labios menores (labia minora pudendi), que también se denominan ninfas (nymphae). Estos no están cubiertos de vello y producen secreción sebácea. En la parte anterior de la comisura de los labios internos (denominada en anatomía humana commissura labiorum anterior y en anatomía animal commissura labiorum ventralis) está el clítoris. El clítoris es un órgano de forma cilíndrica, conformado por tejido eréctil, el cual está saturado de terminaciones nerviosas y es especialmente apto para reaccionar al tacto. Evolutivamente el clítoris es similar al pene masculino; tal como este último, posee un glande (glans clitoridis) y un prepucio (praeputium clitoridis). Las alas laterales del clítoris conforman los bulbos vestibulares, que corresponden a los cuerpos cavernosos del varón.
Los labios interiores rodean el vestíbulo vaginal, en el que desemboca la uretra (urethra feminae) y tras el cual se halla la entrada de la vagina (introitis vaginae, ostium vaginae en anatomía animal). La entrada de la vagina está parcialmente cerrada mediante una membrana o delgada capa de pliegues cutáneos que se denomina himen. Tras una extrema dilatación, usualmente tras la primera relación sexual o el primer parto, el himen puede cicatrizar en forma de carunculae hymenales.
En el tercio inferior de los labios menores están ambas glándulas vestibulares, las glándulas de Bartholin [glandulae vestibulares majores] y varias glándulas vestibulares menores. Estas glándulas proveen de humedad al vestíbulo vaginal. La irrigación sanguínea de la vulva se produce a través de las ramas de la arteria pudenda interna; los nervios de la vulva provienen de ramificaciones del nervus pudendus (nervi labiales, nervus dorsalis clitoridis).
El aspecto de la vulva difiere considerablemente en cada mujer. Así, se diferencian ampliamente en muchas características como el tamaño del clítoris, de los labios, el color y estructura de la superficie, la distancia entre el clítoris y la desembocadura de la uretra y la distancia desde la comisura posterior de los labios internos (commissura labiorum posterior) hasta el ano.

### Anatomía microscópica
Las capas superiores de la mayoría de las partes de la vulva están constituidas histológicamente por epitelio simple, plano estratificado y no queratinizado, el cual sin embargo, en edades avanzadas tiende a la queratinización y a la atrofia. Las caras interiores de los labios menores presentan un epitelio plano estratificado no queratinizado, las caras externas muestran un epitelio débilmente queratinizado. En los labios mayores hay un epitelio plano estratificado y en su mayor parte queratinizado como cobertura de las caras interiores y completamente queratinizado en las caras exteriores. En la lámina propia del vestíbulo vaginal se alojan glándulas sebáceas que forman una película protectora contra la acción de la orina. Estas glándulas sebáceas se hallan tanto en los labios menores como en los mayores. Estos últimos presentan además células de la raíz del pelo, glándulas sudoríparas y células de musculatura lisa. En los labios y en el clítoris hay gran cantidad de terminaciones de fibras nerviosas sensibles y receptores.

### Inervación de la vulva y del vestíbulo de la vagina
La inervación a través del sistema nervioso somático posibilita un accionamiento en gran medida voluntario a través de esos nervios. El nervio más importante es el nervio pudendo, el cual nace del plexo sacro (Plexus lumbosacralis) de los segmentos medulares sacros 1 a 4 e inerva con fibras somatosensibles y somatomotoras la mayor parte de los órganos sexuales femeninos. El nervio transcurre caudoventral por la cavidad pélvica, es decir, hacia abajo, en dirección a la base de la cavidad pélvica (salida de la pelvis), junto con la arteria y vena pudenda interna a través del foramen infrapiriforme en el canalis pudendalis («canal de Alcock»). El nervio pudendo tiene varias ramificaciones:
- Nervios rectales inferiores (caudales), inervan el entorno del ano y del esfínter externo del ano (Musculus sphincter ani externus).
- Nervios perineales, también llamados nervios del suelo pélvico, alimentan la sensibilidad del periné) y la motricidad de los músculos isquiouretral, isquiocavernoso y bulboesponjoso. El músculo bulboesponjoso es un esfínter que circunda la vulva y el vestíbulo vaginal (Introitus vaginae). Por ello, también se subdivide en  Musculus constricor vulvae y Musculus constricor vestibuli. A través de su trabajo de compresión o contracción, el músculo isqueocavernoso inhibe el vaciado venoso desde el Corpus cavernosum clitoridis a través de la Vena profunda clitoridis mejorando con ello la congestión del órgano del clítoris en su conjunto. Además, alimentan el músculo estriado en tormo a la uretra, el músculo esfínter externo de la uretra. Finalmente, los nervios perineales alimentan también, a través de los nervios labiales, a los labios menores, Labia minora pudendi.[26][27]

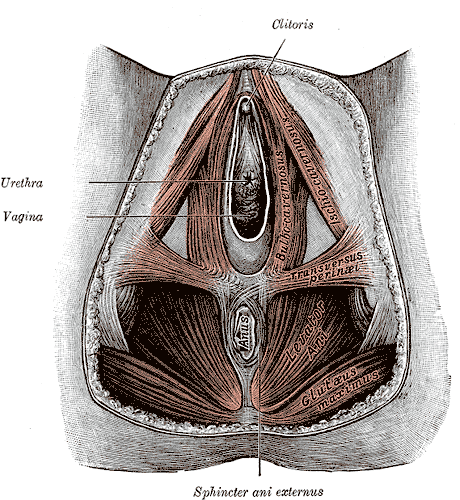
Los músculos isqueocavernoso y las subdiviciones del músculo bulboesponjoso: Musculus constricor vulvae y Musculus constricor vestibuli, el último circunda directamente la entrada de la vagina.

- Nervio dorsal del clítoris, es la rama final directa del nervio pudendo y constituye el nervio sensitivo más importante del glande del clítoris.

Otro nervio importante es el nervio ilioinguinal (Nervus ilioinguinalis), que surge de la zona lumbar, del Plexo lumbar del (Plexo lumbosacral a la altura de los segmentos T12 a L1, también este lleva tanto fibras somatosensibles generales como somatomotoras. Inerva partes de la musculatura esquelética abdominal, como así mismo la piel de los labios mayores, (Labia majora pudendi). 
Sus dos ramas son:
- Ramas musculares, alimentan las secciones inferiores de la musculatura abdominal, el  Músculo transverso del abdomen y el Músculo oblicuo interno abdominal.
- Nervios labiales anteriores, alimentan los labios mayores, Labia majora pudendi. Sus ramas sensitivas también inervan la piel de la parte inferior del abdomen.

En resumen se puede describir la sensibilidad somática general de la siguiente forma: El monte de Venus, y la parte superior de los labios mayores, en dirección al prepucio del clítoris se alimentan a través del nervio ilioinguinal. Este tiene su origen a la altura del segmento L1 de la médula espinal. En cambio, la parte inferior de los labios mayores, el clítoris y los labios menores (Labia minora pudendi) se inervan por los nervios labiales posteriores (Nervi labiales posteriores) del nervio pudendo. Esos tienen origen en los segmentos sacrales de la médula espinal, a la altura de S2-S3
La inervación neurovegetativa a través del sistema nervioso autónomo se produce sobre todo a través del Plexus uterovaginalis, el cual constituye una red de fibras nerviosas (plexo) para la inervación del útero y la vagina, entre otros. Con este término se describe un plexo neurovegetativo en la pelvis menor de la mujer. Aquí se encuentran también los llamados ganglios de Frankenhauser. En cuanto a su ubicación espacial en la anatomía, tiene su límite muy cerca del plexo hipogástrico inferior. Este último, sin embargo, no contiene solamente fibras simpáticas sino que también parasimpáticas y está conectado con el plexo aórtico abdominal y el plexo hipogástrico superior. Desde este último llegan al plexo hipogástrico inferior las fibras simpáticas de ambos lados, a través del nervio hipogástrico. La conmutación a la segunda neurona de las fibras simpáticas no ocurre únicamente en el plexo hipogástrico inferior, sino que en parte también en el ganglio mesentérico inferior. Las fibras parasimpáticas tienen origen los nervios sacrales, desde el 2º al 4º, y llegan al plexo hipogástrico inferior a través de los nervios esplácnicos pélvicos.
A través del sistema nervioso neurovegetativo se regulan no solamente el mantenimiento del equilibrio interno (homeostasis) de funciones vitales importantes como el latido cardíaco, la respiración, la digestión y el metabolismo, sino también de órganos y sistemas orgánicos tales como los órganos sexuales, las glándulas endocrinas (hormonas), glándulas exocrinas (como por ejemplo las glándulas sudoríparas, el sistema vascular (irrigación o congestión, presión sanguínea) y similares.
La estimulación sexual se conduce a través del nervio pudendo, más precisamente, del nervio dorsal del clítoris y los nervios labiales hasta las áreas nucleares parasimpáticas en la médula sacra y, desde allí, de manera refleja a través de las fibras nerviosas, los impulsos de los nervios esplácnicos pélvicos hacia el tejido eréctil del clítoris y la entrada de la vagina. Al mismo tiempo, las fibras nerviosas parasimpáticas activan la secreción mucosa de las glándulas del vestíbulo de la vagina. También el aumento de tamaño en la cavidad posterior de la vagina y la erección del útero constituyen respuestas reflejas de la estimulación sexual.
Los puntos de origen de esta excitación sexual son los receptores corpusculares ubicados en la entrada de la vagina, en las superficies mediales que se encuentran hacia adentro de los labios menores y en el clítoris, tales como los corpúsculos de Ruffini, los de Merkel y los de Vater-Pacini, así como nociceptores o terminaciones nerviosas libres (mecanorreceptores de la piel), estructuras que faltan en el interior de la vagina o que existen muy escasamente.

## Anatomía comparada

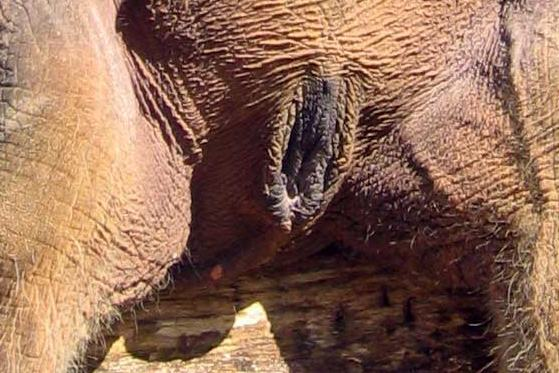
Vulva de elefante.

Por regla general, se denomina vulva únicamente a los órganos sexuales femeninos externos de los mamíferos, aunque en la literatura científica la denominación se utiliza también para estructuras funcionalmente comparables o análogas de otros grupos de animales, como por ejemplo en los gusanos redondos (Nematoda).

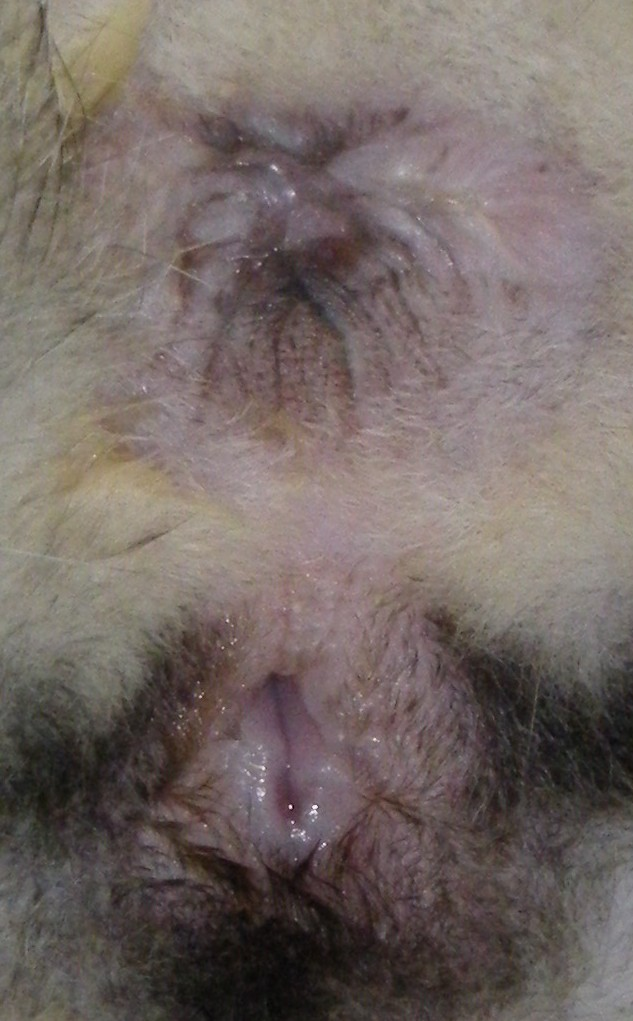
Ano, perineo y vulva (levemente abierta) de una gata doméstica

En los mamíferos placentarios, la salida de la uretra y de la abertura sexual están separadas de la salida del intestino por un dique (perineo). Los animales con cloaca no poseen vulva ni vagina: ambos órganos (útero y uretra) desembocan, en conjunto con el intestino, en una cloaca. Todos los mamíferos, incluidos los humanos, forman cloacas durante el desarrollo embrional. En el caso de los marsupiales y los mamíferos superiores que presentan placenta se produce más tarde esta separación, con una capa de tejido, el septo urogenital (o septum urogenitale), en un área anterior con los órganos sexuales y la vejiga y un área posterior con la salida del intestino.
La conformación esencial de la vulva presenta solo muy pocas diferencias entre los mamíferos. Sin embargo, una particularidad sustancial de la vulva humana consiste en la existencia de los labios mayores: la mayoría de los mamíferos poseen un único par de labios, los que en anatomía comparada se diría que corresponden a los labios menores de la mujer (correspondencia en el sentido de una homología). El hueso pubis tampoco se incurva hacia adelante, como monte de Venus, en los animales. En la mayoría de los animales, el vestíbulo vaginal es claramente más largo que el espacio demarcado por los labios, de modo que el vestíbulo vaginal no se cuenta entre las estructuras de la vulva en la nomenclatura anatómica veterinaria. El himen, que en muchos mamíferos se presenta como un pliegue anular escasamente demarcado, tampoco pertenece a la vulva. En muchos animales mamíferos el prepucio del clítoris está fuertemente adherido al glande, de modo que no se forma allí un pliegue o hendidura.

## Fisiología

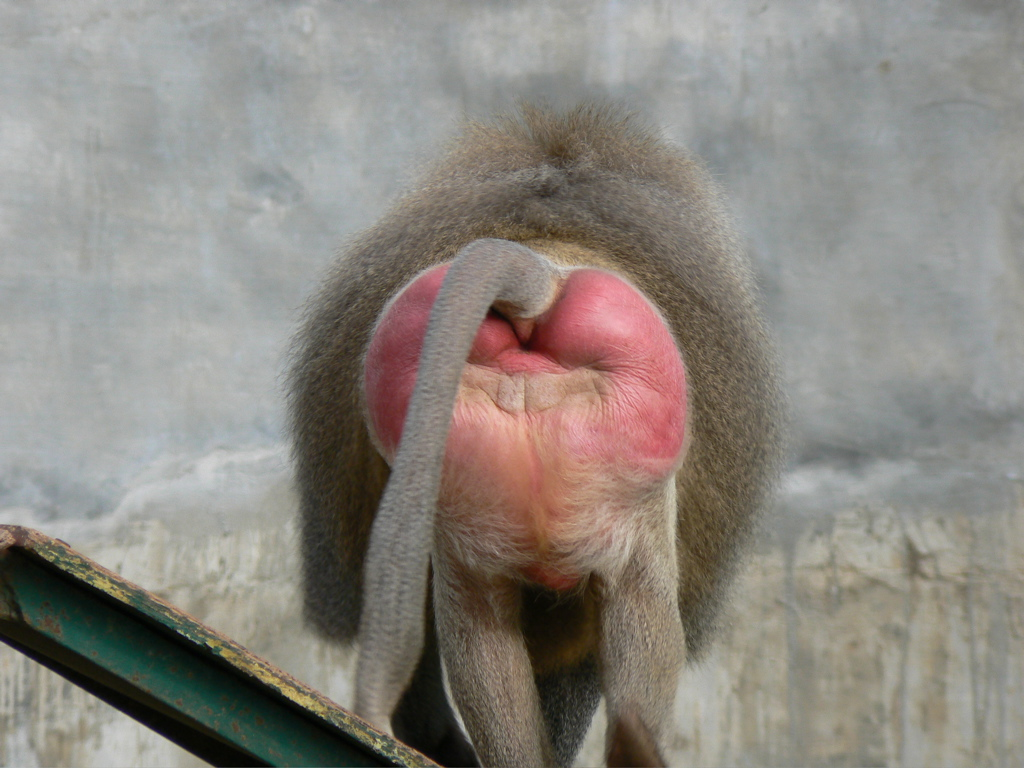
Hinchazón cíclica en una hembra Papio

Debido a la dotación de glándulas sebáceas, sudoríparas y odoríferas, se produce una producción permanente de sebo y sudor, especialmente en el área comprendida entre los labios y en el vestíbulo, que se encargan de humedecer las mucosas de los genitales. Los restos de sebo pueden mezclarse con impurezas de los pliegues mucosos de la vulva y formar el llamado esmegma.
En su conjunto, los cambios fisiológicos de la vulva aparecen sobre todo antes y durante la relación sexual, como asimismo durante el parto.

### Cambios de la vulva durante el ciclo estral
En muchos mamíferos se presentan también cambios en la vulva durante el ciclo estral, cuya magnitud varía individualmente y según la especie. En el «celo» (estro) se produce una irrigación más intensa y con ella una hinchazón y enrojecimiento de la vulva, como se puede observar, por ejemplo, en la hinchazón periódica de diversos primates.

### Cambios de la vulva en el ciclo de respuesta sexual humana y en el acto sexual

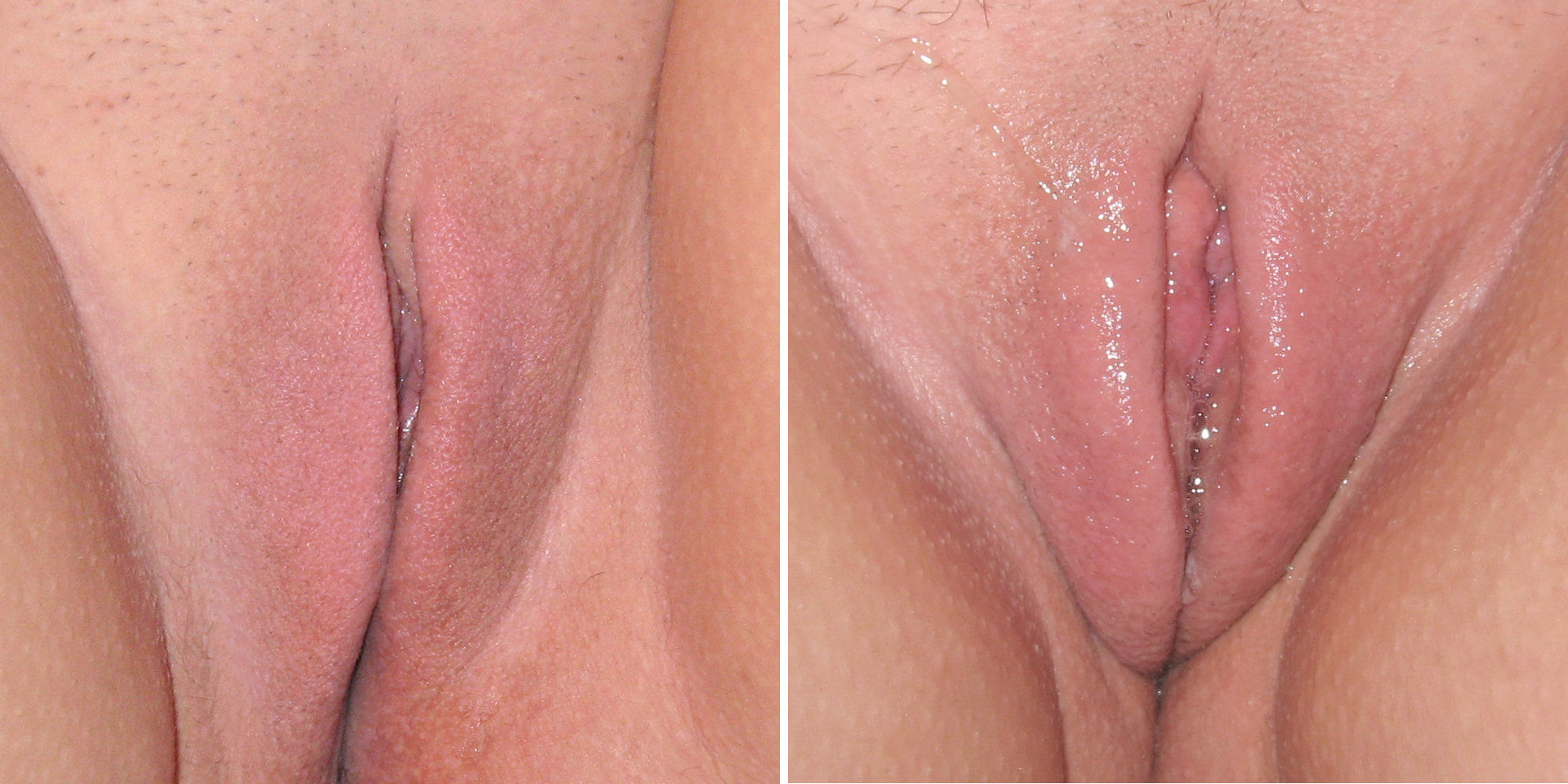
Labios en estado normal y en estado de excitación sexual en una mujer con una lubricación claramente visible

Al producirse la excitación sexual, aparecen numerosos cambios fisiológicos en la vulva, los que en su conjunto preparan el tracto genital femenino para la relación sexual. Las reacciones se clasifican en diversas fases que se ordenan temporalmente de manera secuencial: la fase de excitación, la fase de meseta, la fase del orgasmo y la fase de resolución.
La fase de excitación puede extenderse durante varias horas y se desata a través de la estimulación mecánica o estímulos sexualmente excitantes (también psíquicos, como por ejemplo las fantasías o sueños sexuales). La fase se caracteriza por una irrigación intensificada de las estructuras de la vulva. Esta se produce mediante vasoconstricción de los vasos sanguíneos venosos que allí divierten. Se produce una hinchazón del clítoris y del tejido eréctil vestibular (erección), y la piel adquiere una coloración más oscura.
Comienza la lubricación vaginal, es decir, una creciente liberación de secreciones desde las glándulas sexuales accesorias, la que se intensifica en la fase de meseta. La lubricación sirve para humedecer la vagina y los labios, para facilitar la penetración y el deslizamiento del pene en la vagina. La estimulación mecánica de la piel de la vagina a través del pene que se ha introducido refuerza la erección de la vulva y conduce a la hinchazón de la pared vaginal inferior.
La fase orgásmica va acompañada de contracciones musculares de la musculatura del suelo pélvico. Inmediatamente antes del orgasmo se retrae el glande del clítoris bajo el prepucio clitórico. Directamente después del orgasmo, el clítoris es con frecuencia muy sensible y la estimulación adicional puede ser en ocasiones percibida como desagradable.

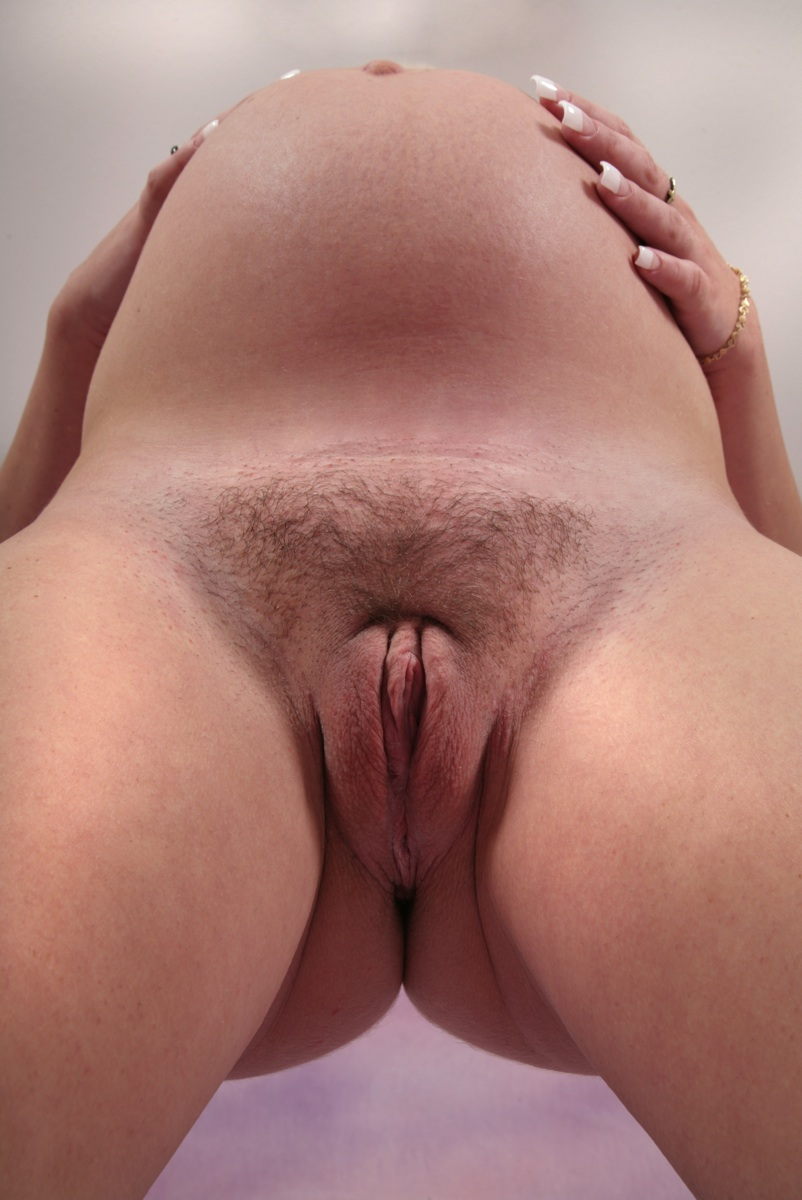
Hinchazón de la vulva en una mujer embarazada

En la fase de resolución que sigue al orgasmo se produce un vaciamiento de la sangre de la región, determinado por vasodilatación. Las estructuras se deshinchan, la humedad disminuye y se instala nuevamente el estado normal.

### Cambios de la vulva durante el embarazo
Sobre todo en el último tercio del embarazo, en muchas mujeres se produce una mayor pigmentación de la linea alba, de la areola del pezón y de la vulva. Entonces, según cuán marcada sea la coloración, se denomina linea nigra (‘línea negra’), o también linea fusca (‘línea marrón’). Esta pigmentación se produciría supuestamente por una mayor liberación de la hormona estimulante de melanocitos. Estos cambios se cuentan entre los signos de un probable embarazo. Además, por la fluxión de las venas en la pelvis, puede ocurrir hinchazón y formación de várices en el área de la vulva (varicosis vulvae gravidarum o varicosis vulva in graviditate).

### Cambios de la vulva durante el parto
Durante el parto se produce sobre todo un ablandamiento de la musculatura vaginal, a través de las contracciones y la apertura del cuello del útero y del canal vaginal (fase de dilatación del parto) que permitirá la dilatación completa en la siguiente fase del trabajo de parto (fase de expulsión). Esta dilatación afecta, además, al tejido eréctil del vestíbulo, así como también al tejido de los labios y del perineo, el cual puede desgarrarse rompiéndose por la presión y en ocasiones se corta quirúrgicamente durante el parto (episiotomía) para evitar los desgarros vaginovulvoperineales.

## Desarrollo ontogenético

### Prenatal
Durante las primeras ocho semanas del desarrollo embrional, los embriones masculinos y femeninos presentan los mismos órganos sexuales rudimentarios. Debido a ello, este período también se denomina estadio indiferenciado. En la sexta semana se desarrolla el tubérculo genital, así como también los dispositivos del tracto urinario. Tras la octava semana, comienza la producción de hormonas del embrión y los órganos sexuales empiezan a desarrollarse en direcciones diferentes. No obstante, casi no se pueden determinar diferencias visibles hasta la duodécima semana. Si se produce testosterona y los receptores en los tejidos están intactos, se desarrollan bajo su influencia órganos genitales externos masculinos. En ausencia de testosterona, se produce la formación de órganos genitales femeninos. En el transcurso del tercer mes se desarrolla el clítoris a partir del tubérculo genital. Los pliegues urogenitales se desarrollan conformando los labios menores (internos), el Tuberculum labioscrotale conforma los labios mayores (externos).

### Neonatal y postnatal

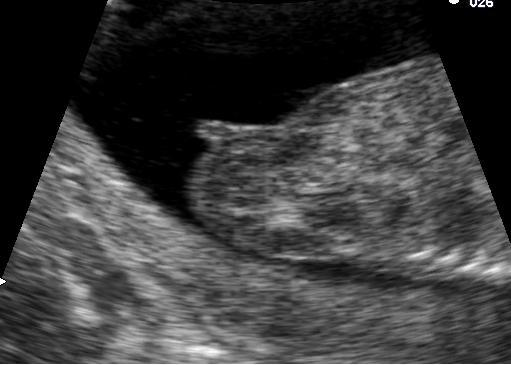
Aparato reproductor femenino en una ecografía en la 14.ª semana del embarazo

Inmediatamente después del nacimiento, las estructuras externas de los genitales se encuentran frecuentemente hinchadas y muestran un tamaño desproporcionado. Esto se explica en ocasiones por una alta exposición a las hormonas maternas. Por lo general, la hinchazón declina a los pocos días tras el nacimiento y la vulva presenta entonces el tamaño normal. En lo sucesivo, la vulva casi no cambiará estructuralmente durante toda la infancia y hasta el comienzo de la pubertad, aparte de que crecerá en conjunto y proporcionalmente con todo resto del cuerpo.

### Desarrollo en la pubertad
En la pubertad la vulva sufre un cambio notable, ya que los genitales externos también reaccionan a las hormonas sexuales. El color de la piel cambia y las estructuras de la vulva se hacen más grandes y marcadas. Este desarrollo afecta al clítoris y a los labios menores y mayores, muy especialmente, sin embargo, la piel sensible a las hormonas de la vagina y de su vestíbulo. En el área de la vulva, es decir en el monte de Venus y en los labios mayores, comienza en la pubertad el crecimiento del vello púbico.
La configuración de la vulva muestra diferencias individuales. Así por ejemplo, el clítoris puede estar en parte visible o completamente cubierto, o puede ser que los labios menores sean más grandes que los mayores. Estas diferencias no constituyen manifestaciones patológicas, sino que son totalmente normales.

### Cambios tras la menopausia
Tras la menopausia pueden producirse cambios distróficos de diversa importancia en la vulva, especialmente una merma del tejido adiposo con una disminución del espesor cutáneo. Se produce una regresión de los labios, una disminución del tamaño del clítoris, estrechamiento de la entrada de la vagina y sequedad de la piel de la vulva. Estos cambios son causados por el descenso en la producción de estrógenos endógenos, aunque los tejidos de la vulva reaccionan a los estrógenos notoriamente menos que otros órganos.

## Malformaciones
Las malformaciones de la vulva se cuentan entre las displasias genitales. Se presentan en su mayor parte en el área del vestíbulo vaginal. Así se encuentran especialmente formas del himen que cierran una gran parte de la entrada a la vagina o completamente, en el caso de la atresia del himen. En el área de la desembocadura de la uretra (Urethra feminina) se encuentran anomalías como la estenosis, hipospadias y epispadias. Una hipertrofia del clítoris también puede aparecer como malformación o ser un signo de una alteración hormonal en el contexto de otras enfermedades. Las adherencias en los labios mayores, denominadas «sinequias de los labios», se originan por causa del reposo hormonal en la edad infantil o por infecciones.

## Enfermedades y patologías
En la vulva pueden aparecer una serie de enfermedades diferentes, las que en parte pueden involucrar a los genitales internos. Entre las patologías de la vulva se incluyen la vulvitis, el liquen plano, las neoplasias (condilomas asociados al VPH, la enfermedad de Paget vulvar y raramente el cáncer de vulva), las aftas genitales (síndrome de Behcet) y el eritema multiforme.
Los tumores de la vulva tienden a ser benignos, aunque también puede presentarse un cáncer en la vulva:
- papiloma vestibular, por lo general asociado al VPH
- pólipos fibroepiteliales benignos
- condiloma acuminado, verrugas causadas por el VPH no oncogénico (cepas 6-11);
- hidradenoma papilifero, nódulos de las glándulas sudoríparas
- quiste epidermoide
- otras lesiones benignas:
  - lipoma
  - hemangioma
  - granulomas
  - leiomioma
- neoplasia intraepitelial vulvar, displasias leves a moderadas con potencial a malignidad en estados avanzados
- carcinoma in situ
- cáncer de células escamosas, levemente invasor (1-2 mm de la superficie) o francamente invasor (más alejado de la superficie);

### Inflamaciones e infecciones

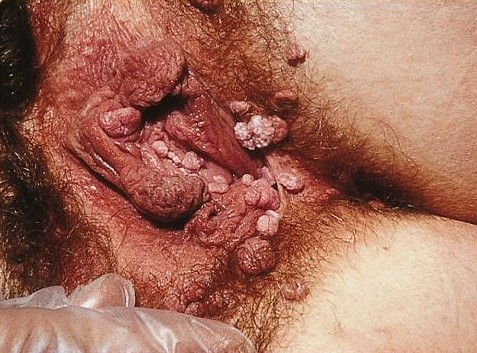
Verrugas genitales de la vulva

Las regiones cutáneas del área de los labios mayores y del monte de venus, en su constitución diversa con piel de epitelio queratinizado y cubierta de vello, la piel más fina de los labios menores, así como las mucosas húmedas en el vestíbulo vaginal, en conjunto con la región anal y debido a su microclima y alta humedad, llevan a que se dé allí una mayor frecuencia de enfermedades que en otras regiones del cuerpo.
Las infecciones agudas y crónicas se cuentan entre las más frecuentes enfermedades de la vulva. Si estas infecciones o inflamaciones afectan solo a los genitales externos se denominan «vulvitis»; más frecuentemente se produce una inflamación en conjunto de la vulva y de la vagina (vaginitis), la cual se denomina entonces «vulvovaginitis». Una vulvitis puede producirse por agentes externos, como sustancias tóxicas, ropa interior irritante o pantalones estrechos, reacciones alérgicas, flujo vaginal (fluor genitalis) aumentado, alteraciones metabólicas y sustancias venenosas.

Otras causas de inflamaciones son las infecciones virales, bacteriales o producidas por hongos. Entre los virus, desempeña aquí un papel importante sobre todo el virus del papiloma humano (HPV), el +virus del herpes simple (HSV-1 und -2) y el virus del molluscum contagiosum. Las infecciones bacteriales más frecuentes son causadas por Streptococcus pyogenes, Staphylococcus aureus (foliculitis, pseudofoliculitis), Corynebacterium minutissimum (eritrasma), Neisseria gonorrhoeae (gonococo) y Chlamydia trachomatis (clamidia). Entre los hongos, tienen importancia sobre todo los del tipo Candida albicans, responsables de la candidiasis, y el Trichophyton rubrum, causante de la dermatofitosis de la vulva. Algunas de estas infecciones pueden además ser causa de otras enfermedades más graves. Así por ejemplo, los gonococos constituyen el agente causante de la gonorrea, en tanto que el virus del papiloma humano es la principal causa desencadenante de las verrugas, verrugas genitales, eritroplasis así como también del cáncer cervical, una enfermedad cancerosa del cuello del útero. Una infección con Treponema pallidum produce sífilis (lúes), cuya lesión primaria se produce en los labios o en la vagina por contagio en la relación sexual.

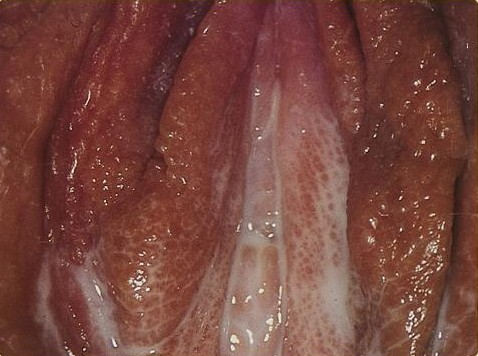
Flujo vaginal en la gonorrea

También existen las infestaciones parasitarias, causada por ejemplo por ladilla o piojo púbico (Pthirus pubis) o por ácaros de sarna (Sarcoptes scabiei).
Un cierre de la salida de las glándulas de Bartolino conduce a una acumulación de secreción que forma un pseudoquiste. En el caso de una infección bacterial se produce a consecuencia de ello una bartolinitis.
En los animales pueden manifestarse en la vulva toda una serie de enfermedades de transmisión sexual, como el Herpes equino, la sífilis equina, la vulvovaginitis infecciosa pustulosa bovina (IPV), las infecciones por Trichomonas foetus (también llamada tricomonosis bovina), el sarcoma de Sticker (CTVT) que afecta a los perros, y la sífilis del conejo. El germen patógeno de la infección contagiosa del útero equino, Taylorella equigenitalis, puede persistir durante años en los pliegues y recovecos del clítoris.

### Enfermedades crónicas
Pueden producirse diversas formas de distrofia de la vulva por la influencia de diversas causas, cambios en el epitelio transicional con queratinizaciones o encogimientos de la piel de causa prácticamente desconocida. La mayoría de las formas de la distrofia vulvar, por ejemplo la craurosis, también llamada Lichen sclerosus, aparecen tras el comienzo de la menopausia (climaterio). Algunas displasias de la vulva se dan en presencia de células atípicas y representan manifestaciones precancerosas que pueden derivar en un tumor de la vulva maligno. Estos estadios previos del cáncer de la vulva se denominan también neoplasia vulvar intraepitelial (NVI). En su mayoría, aparecen entre los 60 y 80 años y se localizan en los labios mayores. El cáncer vulvar puede formar metástasis. La terapia es quirúrgica, a través de la extirpación de áreas de la vulva (vulvectomía). Más frecuentemente se trata, sin embargo, de lipomas y fibromas, que se forman como tumores benignos en diferentes áreas de la vulva.
Una enfermedad de causa hasta ahora no explicada es la vulvodinia, que se caracteriza por dolores persistentes en los labios mayores y en otras áreas de la vulva. Se parece a la vaginodinea (dolores de la vagina) y se clasifica junto a ella entre los síndromes dolorosos crónicos de las zonas genitales. Se discuten como posibles explicaciones, por ejemplo durante la menopausia, los cambios hormonales y también las causas psíquicas.
Debido a una insuficiencia venosa crónica (debilidad) de las venas de la zona pélvica, en especial, de la vena ovárica, se pueden producir várices, de manera análoga al varicocele masculino.

## Cambios realizados en la vulva de manera artificial
Las modificaciones de la vulva pueden ocurrir por razones médicas y, en el caso de los seres humanos, también por razones culturales y por preferencias estéticas. Estos cambios van desde la retirada del vello púbico mediante depilación hasta las intervenciones en las que se retiran partes de la vulva.

### Depilación
En el ámbito cultural occidental la modificación más ampliamente difundida es la depilación completa o parcial del vello púbico. En otras culturas, o correspondientemente, en épocas más tempranas de la cultura occidental esta práctica está documentada. El islam espera que el vello púbico sea retirado. Alrededor del cambio de milenio 1999/2000 esta práctica tuvo también una amplia difusión en la sociedad de occidente. Según una encuesta del año 2009, el afeitado del área genital estaba muy difundido en Alemania en el grupo de 18 a 25 años (69,7 % de las mujeres).
El rasurado íntimo no deja de ser problemático. Las mujeres que se afeitan sin seguir la dirección natural del crecimiento son más propensas a las infecciones de la raíz del pelo.

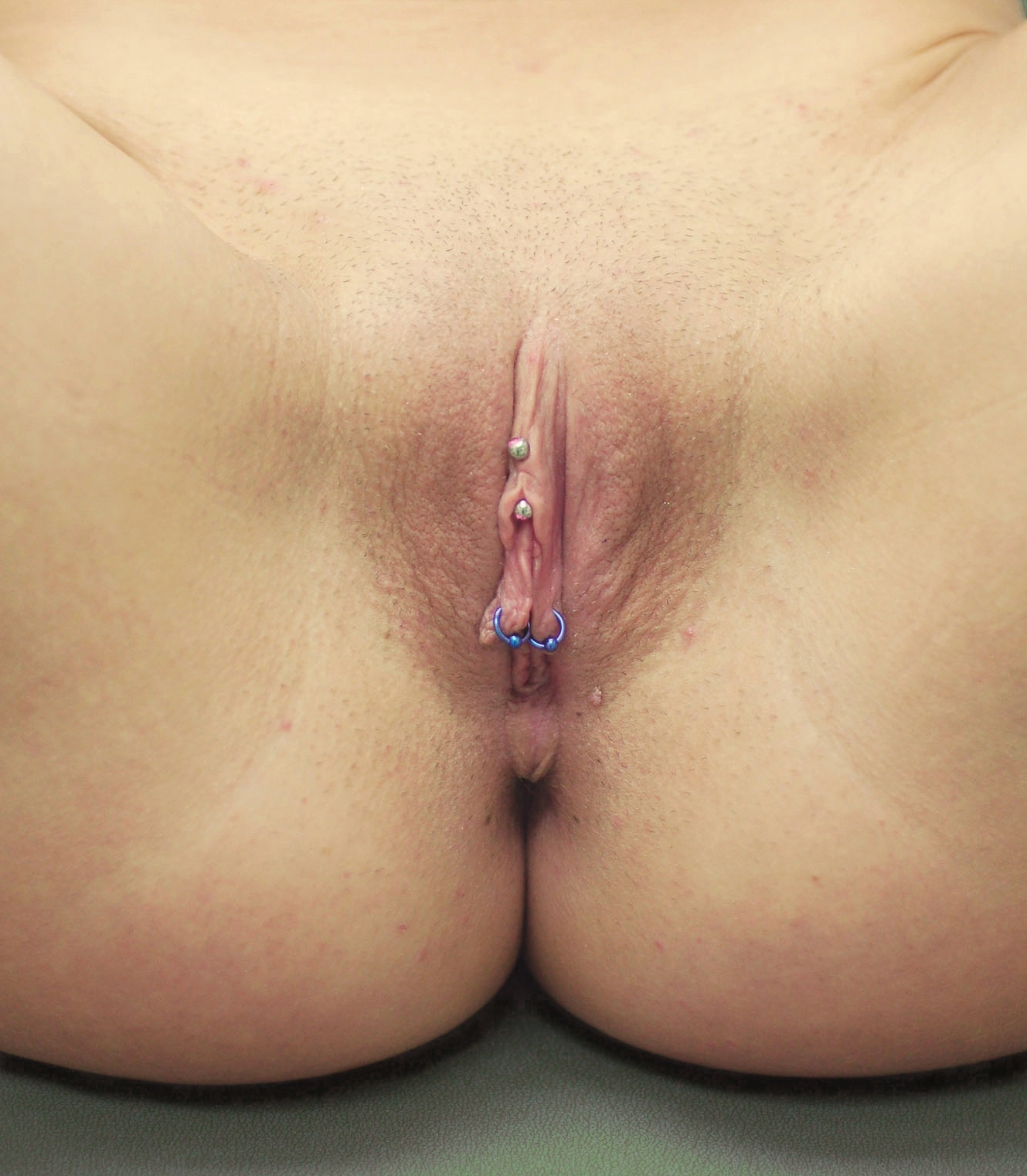
Piercing en los labios menores y del clítoris y depilación del vello púbico

### Piercing
Las perforaciones corporales (piercing) representan una modificación del cuerpo con la que se puede dotar de adornos a las diversas estructuras de la vulva. Tal como lo es el rasurado íntimo, la moda del piercing íntimo puede considerarse consecuencia del establecimiento cada vez más intenso de normas sociales o, en su defecto, estéticas para la zona púbica. «Una región del cuerpo ―la región púbica―, que hasta la fecha se contaba básicamente como perteneciente a la esfera privada está supeditada ahora al imperativo del diseño» Mientras algunos pírsines de la vulva tienen efectos positivos sobre la sensibilidad de la mujer ante la estimulación durante la relación sexual, la mayoría de los pírsines tienen una función puramente estética. Los pírsines en la vulva ―como los colocados en cualquier otra parte del cuerpo― pueden traer consigo complicaciones. Las inflamaciones, desgarros y sangramientos son los problemas más frecuentes de los pírsines en la zona genital femenina. Asimismo, no son raras las alergias, la formación excesiva de tejido cicatrizante (queloides) y la formación de granulomas como reacción al cuerpo extraño.

### Estiramiento labial
Se designa estiramiento labial o alargamiento de los labios vaginales (también conocidos como Sinus pudoris o macronympha es una característica de ciertos grupos khoisan, cuyos miembros femeninos desarrollan labios menores relativamente alargados, colgando hasta cuatro pulgadas fuera de su vulva cuando están de pie en una posición vertical.

### Cambios quirúrgicos por prescripción médica
La extirpación quirúrgica, completa o parcial de los labios mayores, de los menores, de otras partes de la vulva o del tejido que se halla debajo de la vulva se denomina vulvectomía. Puede ser necesaria en casos de carcinomas de la vulva, también, aunque más raramente en el caso de una avanzada distrofia de la vulva en mujeres mayores. En una extracción operativa radical para tratar una enfermedad cancerosa pueden retirarse también los ganglios linfáticos de la zona inginal y de la pelvis. Una vulvectomía parcial puede además aplicarse en el caso de una neoplasia vulvar intraepitelial.
La extirpación quirúrgica del clítoris se denomina clitoridectomía, donde es raro el caso de una prescripción médica debido a enfermedades cancerosas específicas.

### Mutilación tradicional
La clitoridectomía se realiza hoy día principalmente por razones culturales algunos países de mayoría religiosa musulmana, como una mutilación de los genitales femeninos (infibulación). En ciertos círculos culturales, predominantemente en regiones africanas, se realiza el corte o en su defecto la mutilación o truncamiento de los genitales femeninos como práctica cultural. No existe para esto ninguna necesidad médica, sino que más bien son razones culturales las que desempeñan aquí un papel. El alcance de la intervención varía y va desde la extracción del prepucio clitórico hasta la completa extirpación de los genitales externos y costura de la vagina.
Debido a las trascendentales consecuencias para el cuerpo y la vida de las mujeres jóvenes y adultas afectadas, desde hace tiempo esta práctica es blanco de críticas por parte de organizaciones de derechos humanos y de derechos de las mujeres. Numerosas organizaciones, entre ellas, Naciones Unidas, UNICEF, UNIFEM, la Organización Mundial de la Salud (OMS) y Amnistía Internacional se declaran en contra de la infibulación y la catalogan como una violación de los derechos humanos y del derecho a la integridad corporal. Para poner énfasis en estos aspectos, se ha establecido internacionalmente el concepto de «female genital mutilation» (mutilación genital femenina).

### Modificaciones de la vulva por otros motivos
Algunas mujeres se someten a diversas medidas quirúrgicas como la labioplastía, donde se pueden reducir o retirar los labios menores, a veces también realizar (reducción del prepucio clitórico), aumentar el tamaño de los labios mayores, estrechar la entrada de la vagina, construir un himen o variar la posición del clítoris. Esto ocurre sobre todo por motivos estéticos subjetivos, rara vez por razones médicas. Es por esto que la mayor parte de estas intervenciones se agrupan bajo el concepto de «cirugía cosmética genital femenina» (FGCS: female genital cosmetic surgery). Las medidas quirúrgicas en los marcos de un cambio de sexo, la cirugía de reasignación sexual en el caso de las personas intersexuales o la mutilación de genitales femeninos no se cuentan entre las cirugías FGCS.

## La vulva en el arte y en la cultura

Vulvae en símbolos de diferentes épocas y entornos culturales

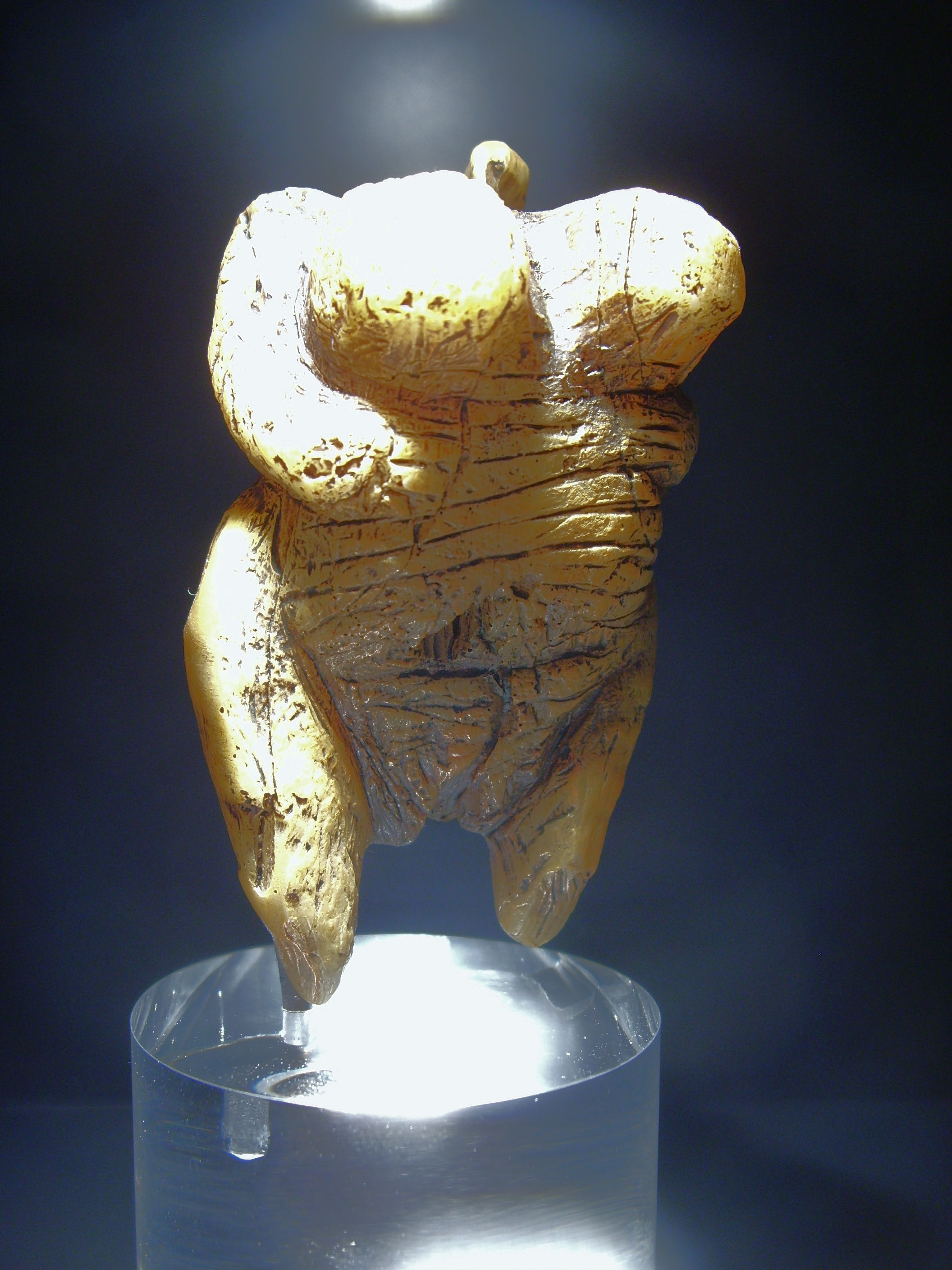
La Venus de Hohle Fels

La vulva siempre tuvo regularmente, y hasta hoy tiene, una llegada hacia el arte y la cultura, en particular debido a su relación con lo sexual, así como por su función como parte del canal del nacimiento. Se la considera un símbolo de la fertilidad (una «gran madre») y al mismo tiempo un símbolo del deseo. Junto a las representaciones paleolíticas de mujeres (figuras de Venus), cuya vulva aparece enfatizada, se encuentran también petroglifos temporalmente más jóvenes, como en las cuevas de Fontainebleau en Francia, que con frecuencia representan vulvas.
Además, la presentación de la vulva fue entendida en algunas culturas como un amuleto para rechazar poderes malignos.
En culturas diferentes aparecen una y otra vez símbolos iguales o similares que representan a la vulva. Numerosas representaciones del Paleolítico dan cuenta también en Europa de estas actitudes de rendición de honores y culto. Sin embargo, la posición cultural frente al genital femenino se diferencia entre los diferentes contextos culturales. Mientras que en algunas culturas la vulva más bien se tabuiza y en el espacio público se cubre, otras culturas manifiestan un culto a la vulva. Así, la vulva ha sido honrada en fiestas y considerada sagrada.
En las excavaciones realizadas en la Hohle Fels-Höhle, en Schwäbischen Alb entre el 5 y el 15 de septiembre de 2008, se encontró una estatuilla tallada en marfil de mamut del tiempo Auriñaciense, la llamada Venus de Hohle Fels. En este contexto se constató que la representación de la vulva entre las piernas había sido acentuada, lo que se interpretó como una «exaltación consciente de las características sexuales».
En la Edad Media, y principalmente en Irlanda, surgieron sobre las entradas de los monasterios y castillos las así llamadas Sheela-na-Gig, unas esculturas en piedra que representan vulvas generalmente sobredimensionadas y proyectadas hacia afuera. En las fachadas de las iglesias de la Alta Edad Media también se utilizaron vulvas como piezas ornamentales, mientras que en las medallas y utensilios de los peregrinos de la Edad Media tardía hay imágenes de vulvas y penes en distintas variaciones, como por ejemplo una aguja para prender la manta con una vulva dotada de brazos, piernas y sombrero representando un peregrino. El sentido de estos utensilios ya no se conoce y se interpretan tanto como parodias de insignias comunes, como también como amuletos para traer buena suerte.
Entre los cultos de veneración de la vulva se cuenta el culto hinduista al «yoni» (vulva) y al «lingam» (falo), ídolos de piedra que simbolizan la sexualidad de la diosa Parvati y el dios Shiva. En conjunto, ambos representan el origen de la vida.

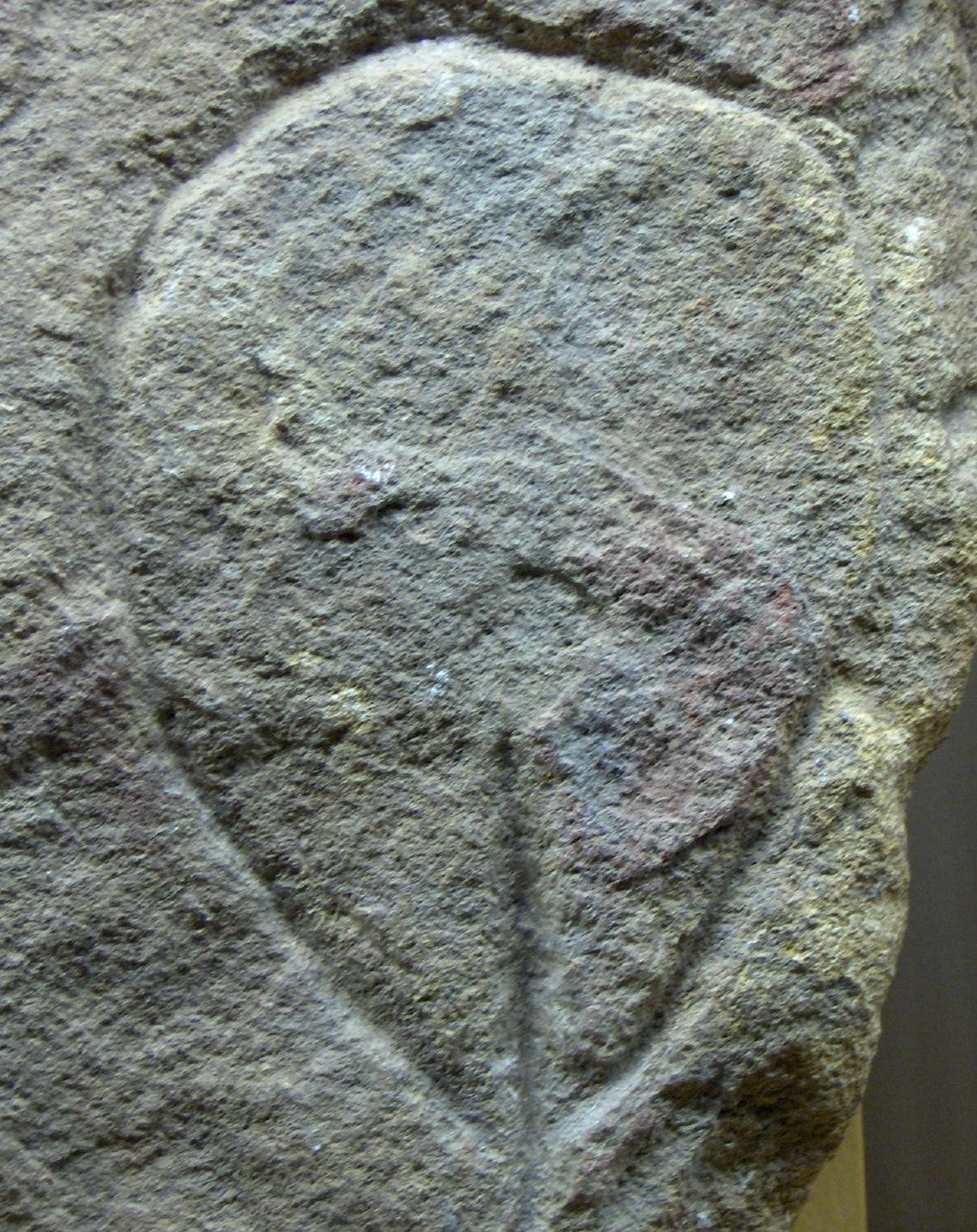
Representación de la Edad de Piedra de una vulva estilizada (en Saint-Germain-en-Laye), Paleolítico.
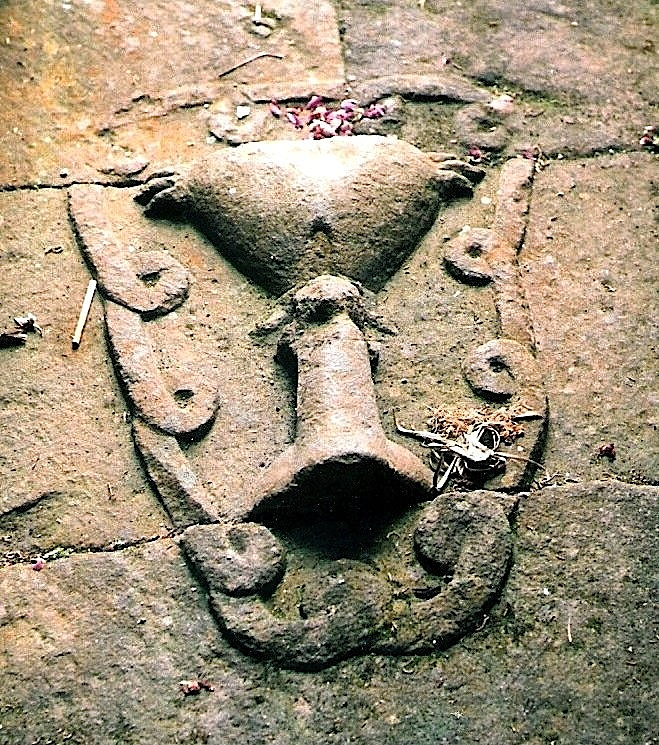
«Yoni» y «lingam», relieve en el Templo de Candi Sukuh, Java (siglo XII).
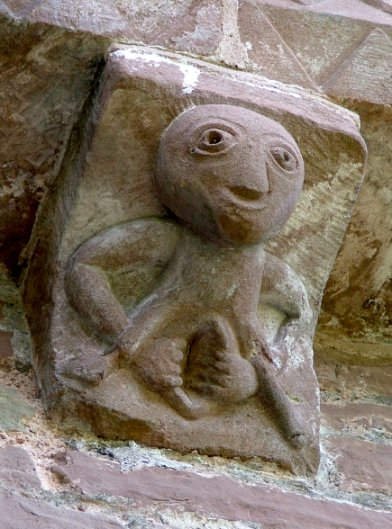
Sheela-na-Gig en la Iglesia de St Mary and St David en Kilpeck, Herefordshire.

### Historia del arte europeo hasta elsigloXIX

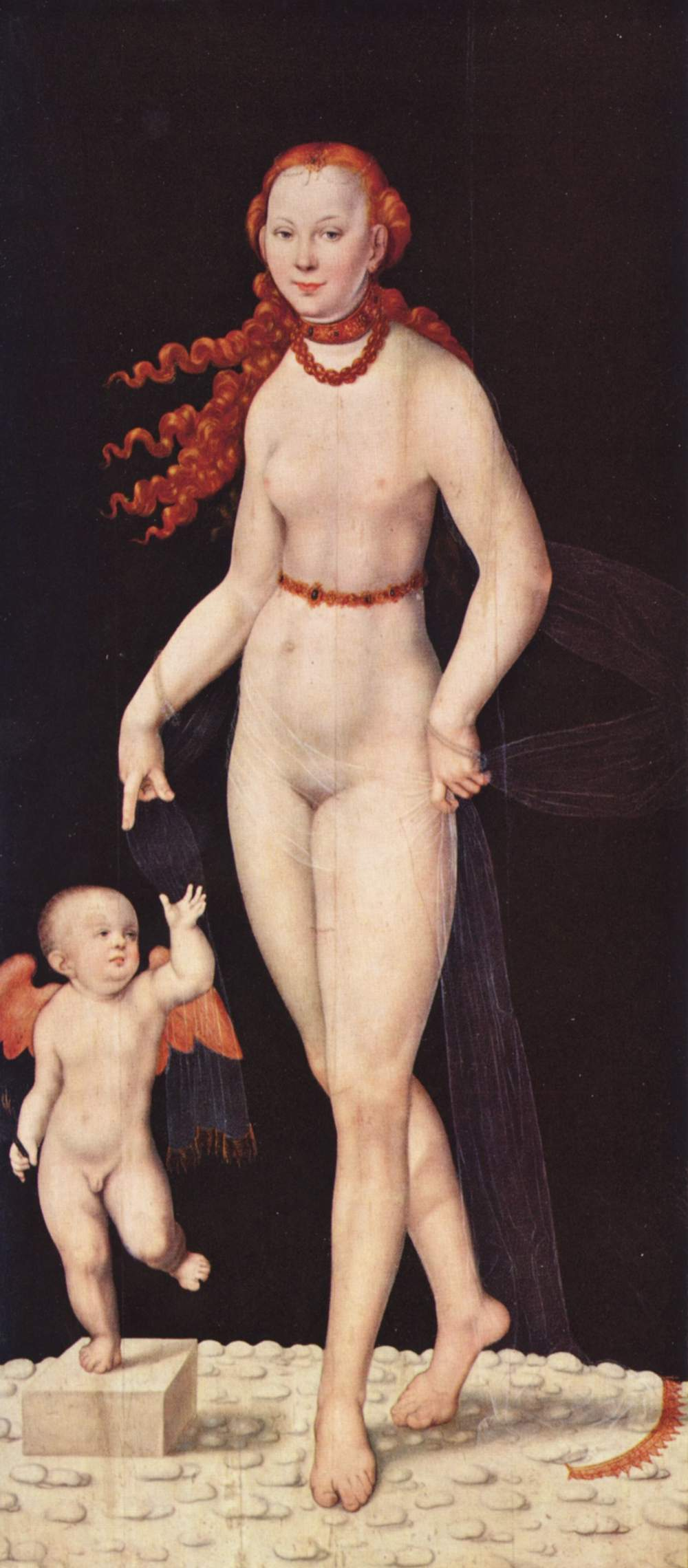
Lucas Cranach el Joven: Venus y Cupido (ca. 1540). Vulva con insinuación de vello púbico.

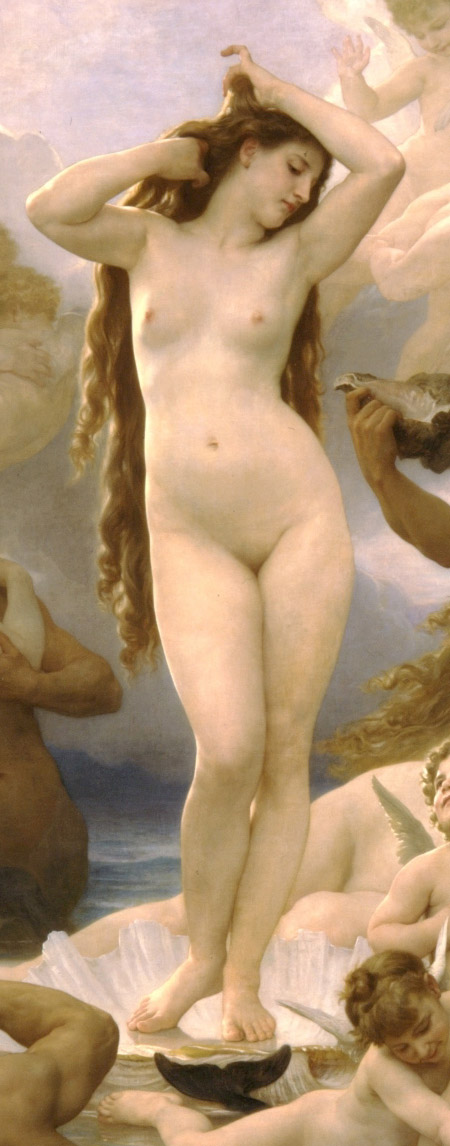
William Adolphe Bouguereau: Detalle de El nacimiento de Venus (1879). Representación de la vulva sin detalles anatómicos.

En la historia del arte europeo, a partir de la Antigua Grecia, así como en las culturas tempranas, se evitó ampliamente la representación concreta de la vulva, tanto en la pintura como en la escultura. Esto toca principalmente a las estatuas antiguas de Grecia y de los romanos, constituyendo una excepción las representaciones pornográficas de heteras como por ejemplo en la decoración griega de vasijas, así como en las pinturas murales (véase al respecto la sección acerca del mundo antiguo en el artículo Prostitución).
A esta práctica se dio continuidad también en el Renacimiento con el rebrote de la representación de cuerpos desnudos en el arte italiano (o de influencia italiana) de los siglos XIV a XVII y con los desarrollos ulteriores en Europa hasta fines del siglo XIX. Todos los pintores y escultores conocidos de ese tiempo que representaban desnudos, incluidos desde Pisanello, Raffaello, Tiziano y Giambologna pasando por Peter Paul Rubens y hasta los pintores del arte francés de salón como Jean Auguste Dominique Ingres y Jean-Léon Gérôme así como también del impresionismo como Edgar Degas o Auguste Renoir, pero aunque mostraban el monte de Venus, lo hacían omitiendo otros detalles anatómicos.
Constituyeron una excepción los pintores del ámbito germanoparlante y neerlandés como Jan van Eyck, Lucas Cranach el Joven, Hans Baldung Grien, Jan Gossaert así como también Albrecht Dürer, quienes representaban sus desnudos en pintura, gráfica y escultura (especialmente en forma de miniaturas de madera y marfil) con la vellosidad y fisura natural entre los labios de la vulva. Aquí se puede atribuir sobre todo el deseo de representación realista y completa y sobre todo en el caso de los motivos bíblicos, como la representación de Adán y Eva o también en las figuras de María, ocurría sin referencia a lo sexual. Dürer se dedicó también en sus esquemas de proporciones para el cuerpo femenino ideal a la Spalt des weybs («fisura de la mujer») y la representó correspondientemente. Esta forma de representación desapareció en el sigo XVI, momento en el que también en el norte de Europa se asumió el estado idealizado y encubridor del sexo para las representaciones del cuerpo femenino.
Sobre las razones para la falta de vello y detalles en la representación del sexo femenino existe una serie teorías, planteadas inicialmente por Denis Diderot y desarrolladas más tarde en el siglo XX; Diderot y algunos otros autores señalaron sobre todo la estética de la forma y el color como fundamentación, mientras que otros, siguiendo la teoría de Sigmund Freud han recurrido a la angustia frente al sexo femenino percibido como amenazante.

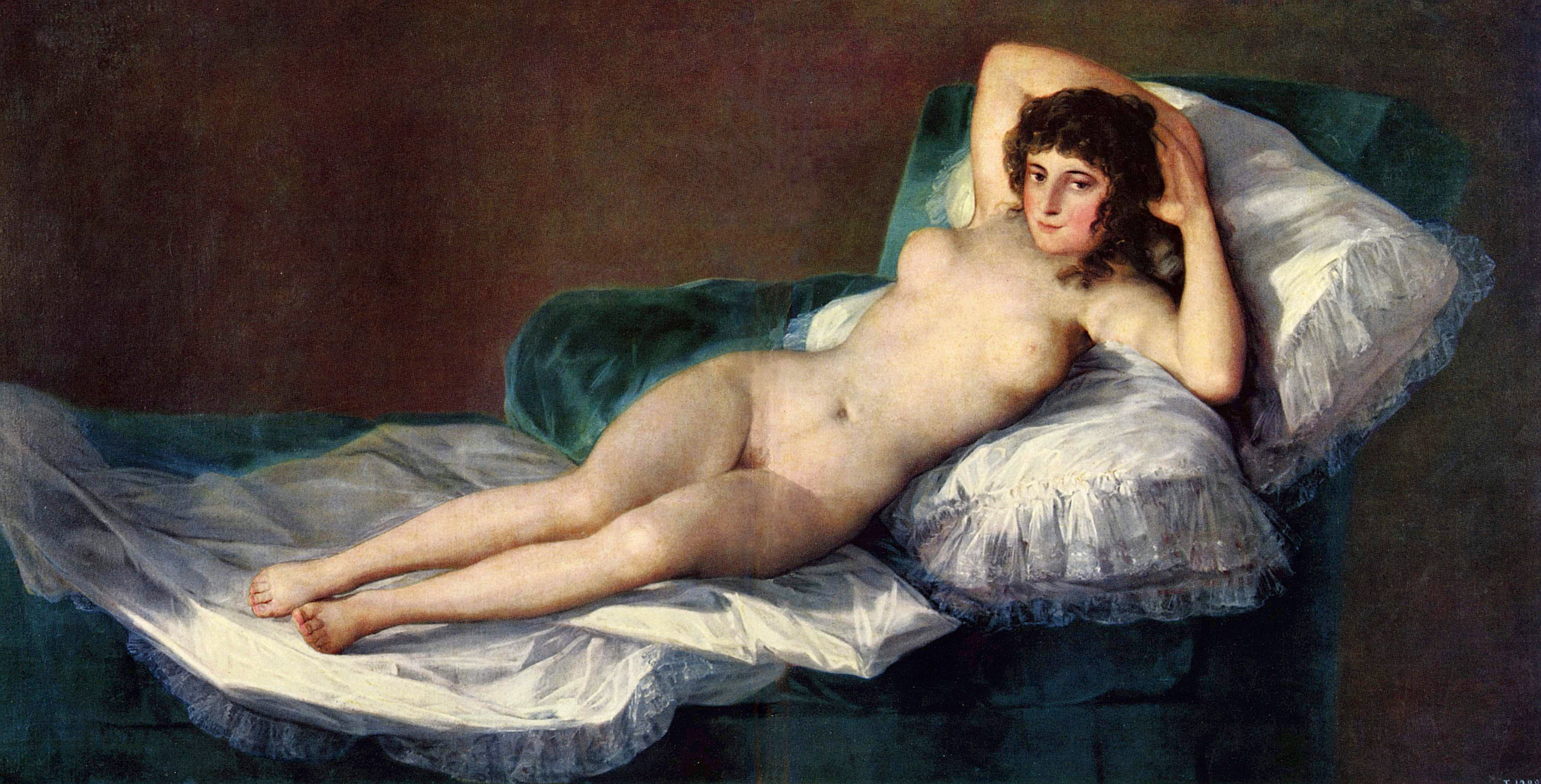
Francisco de Goya: Maja desnuda ca. 1800-1803. Vulva con insinuación de vello púbico.

Gustave Courbet: L’Origine du monde (1866).

En el siglo XVIII surgieron sobre todo representaciones pornográficas con pretensiones artísticas de artistas menos conocidos, como Eugene Poitevin y Jean-Jacques Lequeu, quien siendo arquitecto, también decoró edificios con dibujos detallados de los genitales femeninos. Las representaciones de desnudos con vello púbico se aceptaron solamente de manera ocasional en el contexto artístico, como por ejemplo en las pinturas de Francisco de Goya, La maja desnuda (de alrededor de 1800-1803).
Desde 1995 se expone el cuadro L’Origine du monde (El origen del mundo, ver más abajo), de Gustave Courbet, en el Museo de Orsay de París, un trabajo por encargo realizado en el año 1866. El óleo muestra una vulva levemente abierta con vello púbico oscuro. A pesar de que este cuadro es una de las obras más antiguas que se conocen con representación detallada de la vulva, debido a su publicación tardía no tuvo ninguna influencia en el arte contemporáneo a la época de su creación. Al igual que otros artistas de su tiempo, tampoco el propio Courbet representó la vulva de manera detallada en otros desnudos.
En el siglo XIX, la pintura y la escultura con el uso de una modelo femenina se impuso crecientemente en la moda y en las academias de arte, de manera que la imagen real del sexo se hizo más presente para los artistas. Al comienzo se representaba sobre todo en los trabajos de estudio como bosquejos y esbozos, pero desaparecía en el traslado a la realización de la pintura definitiva. Especialmente los estudios de Jean Auguste Dominique Ingres, conocido por su representación de cuerpos femeninos planos, marmóreos, muestran vello en las axilas y en el pubis que luego no aparecen en sus cuadros pintados. Además se utilizaron fotografías como modelo, y fue este el caso, por ejemplo, de Jean-Léon Gérôme, cuya obra Phryne vor den Richtern, de 1861, fue pintada probablemente según una fotografía de Félix Nadar. A fines del siglo XIX aparecieron estos elementos realistas en los cuadros de algunos artistas individuales, como en la obra de Gustave Caillebotte o la del estadounidense Thomas Eakins.

### Arte japonés
En Japón existía ya en la protohistoria una posición muy liberal frente a la sexualidad, la que es posible reconstruir a partir de los textos más antiguos que se poseen (del siglo VIII) como asimismo a partir de las figuras de cerámica de diosas de la fertilidad, de más de 4000 años de antigüedad, con genitales de abultado tamaño. En el sintoísmo, el falo se hallaba en el centro de la mitología creacional y era además el motivo principal de las representaciones eróticas del período Heian, desde el siglo VIII hasta el XII.
Entre los siglos XVII y XIX, durante los períodos Edo y Meiji se establecieron, como variantes del grabado de color en madera (Ukiyo-e), imágenes muy liberales conocidas como Shunga, literalmente imágenes primaverales, donde la denominación «primavera» es una metáfora para «sexo». Se trata de pinturas, gráfica e imágenes de todo tipo que representan de manera explícita actividades sexuales y en ese contexto muestran también detalles de los órganos sexuales. Paralelamente a ello se generalizó el uso del concepto de shumbon (jap. 春本, Libros de primavera) para los libros de contenido sexual. Un motivo central en ellos eran las cortesanas, que no solo eran instruidas en la prostitución, sino que también en las artes de la poesía, la escritura y de la ceremonia del té. Con la apertura de Japón a los europeos y la importación de ideas morales occidentales, se prohibieron en 1868 los baños conjuntos para mujeres y hombres en las salas de baño públicas y el comercio de materiales eróticos. En 1910, a fines de la era Meiji, se prohibió y se establecieron sanciones para la fabricación y distribución del Shunga, el que entretanto era considerado obsceno. Hasta 1986, estaba prohibido en Japón mostrar el vello púbico públicamente, aunque fuese solo la insinuación. Exposiciones no censuradas de Shunga existen nuevamente recién desde 1994.

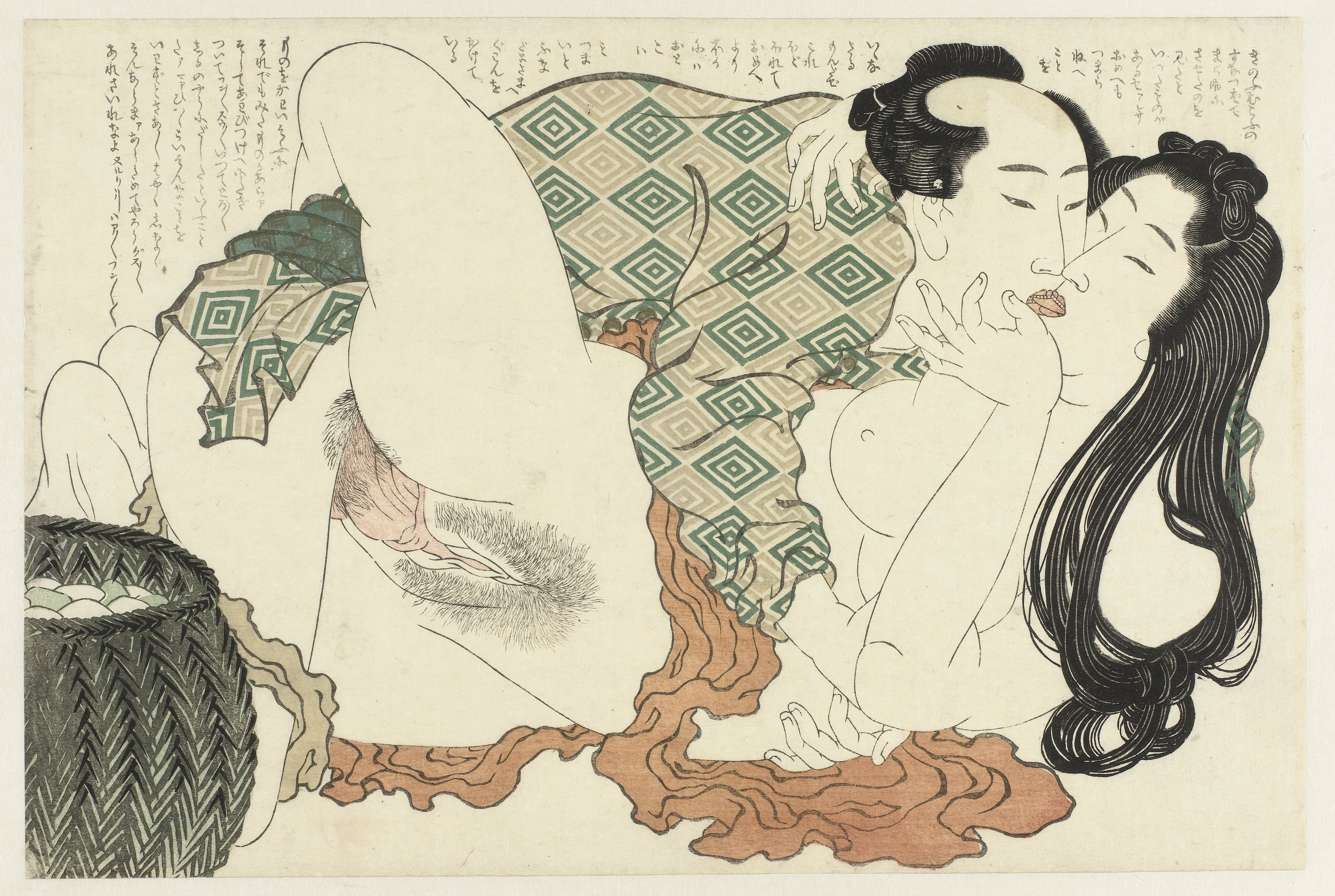
Katsushika Hokusai: Fukujusō (Amur-Adonisröschen), 1815.
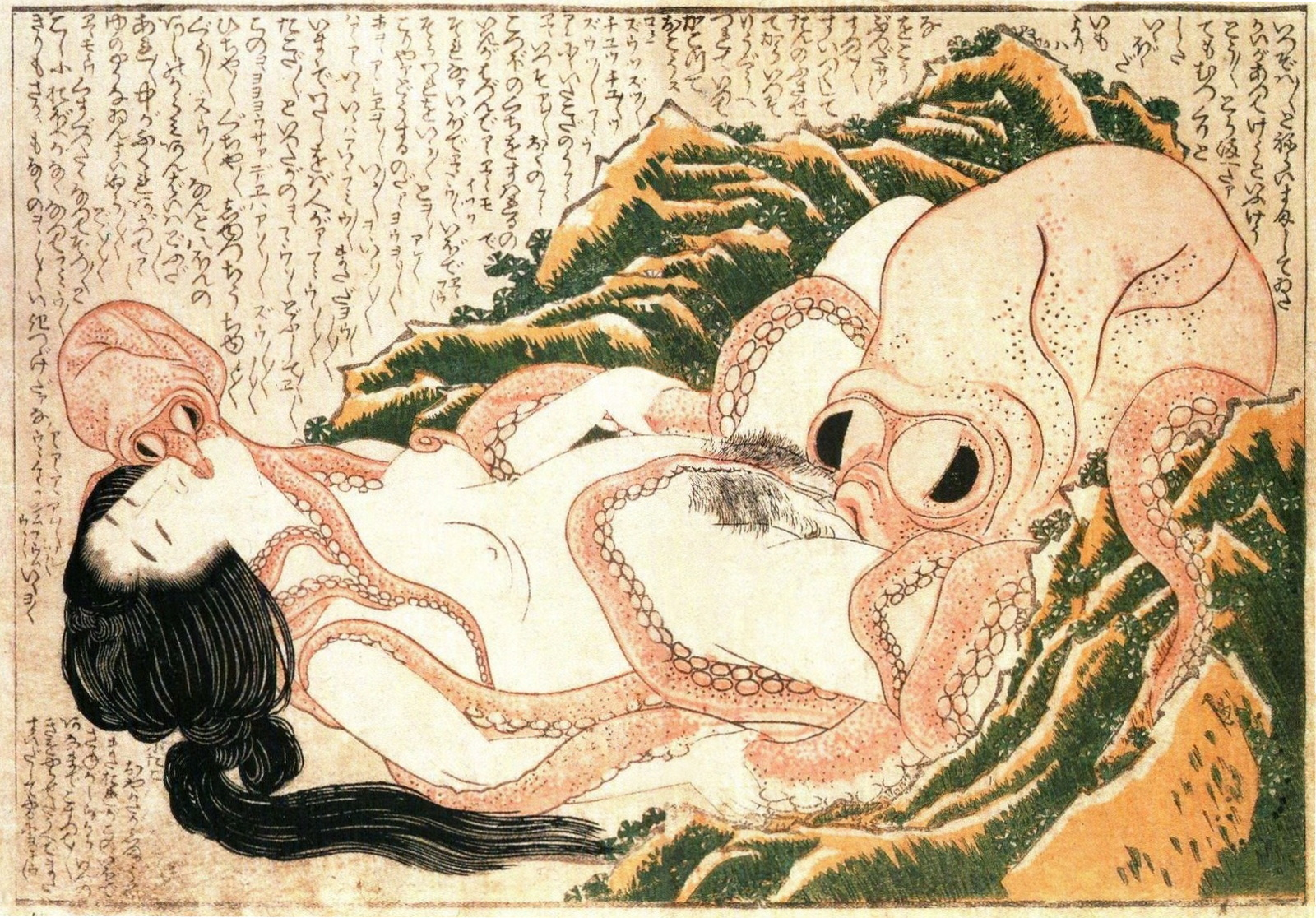
Katsushika Hokusai: El sueño de la mujer del pescador, 1820.
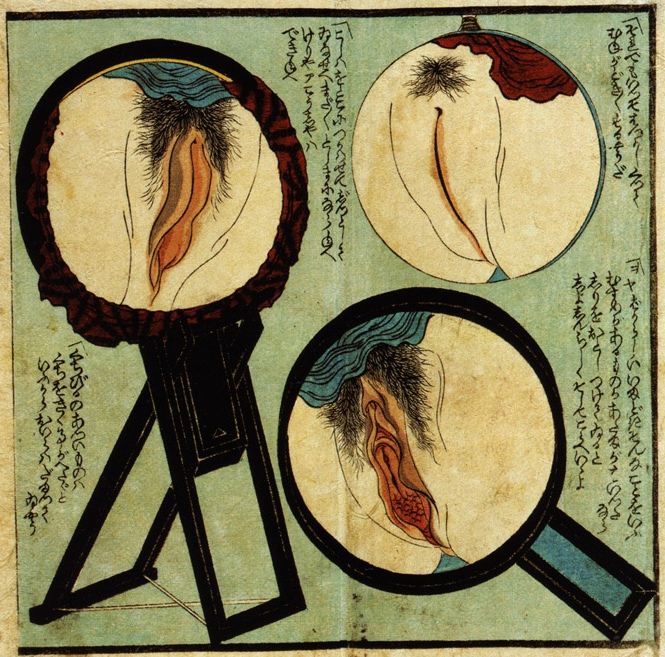
Pintor desconocido, 1850.
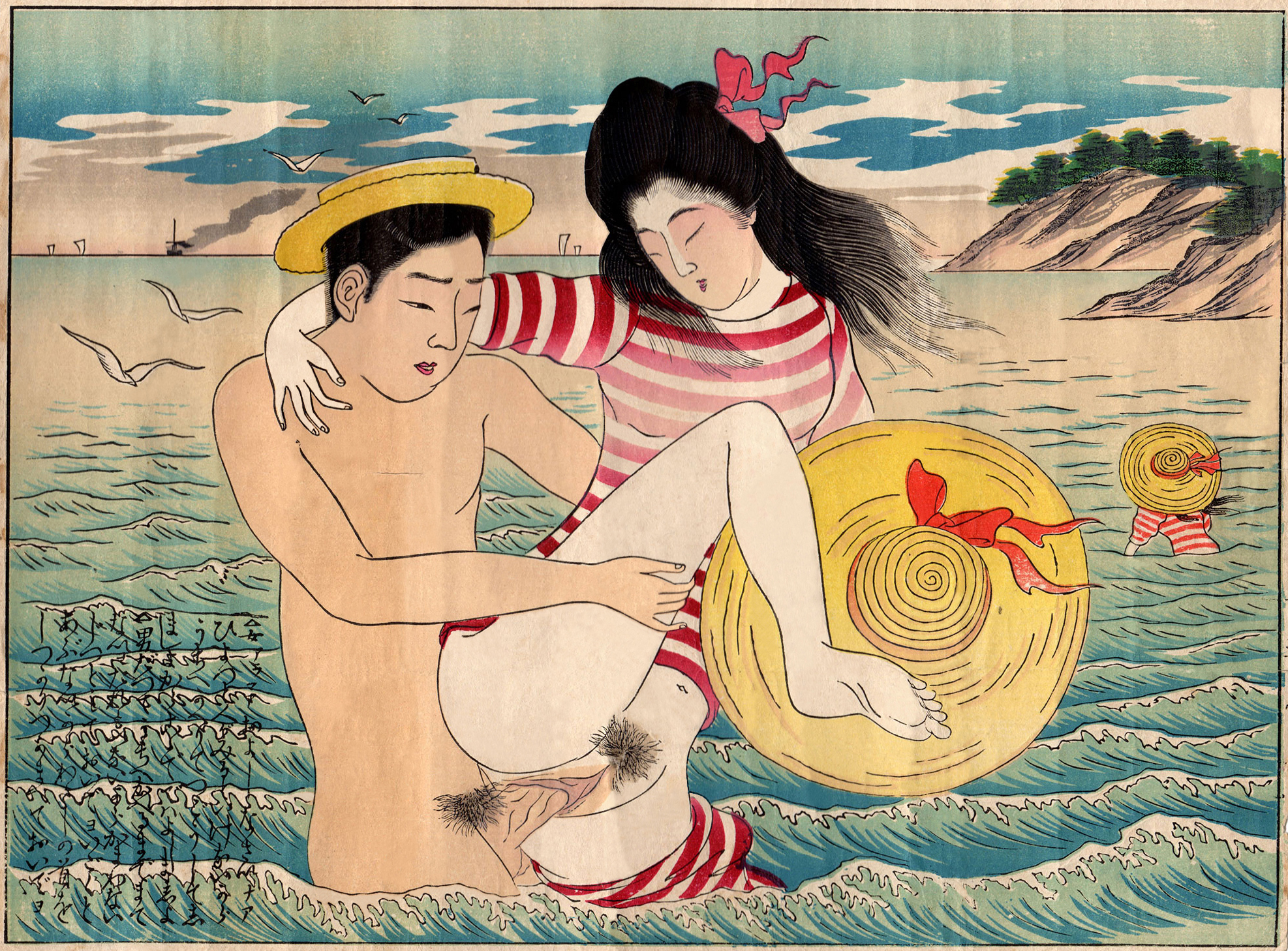
Terazaki Kōgyō: Izumo no chigiri (Las promesas de Izumo), 1899.

### Arte delsigloXX
A medida que el cine y la fotografía se impusieron a fines del siglo XIX y con mayor intensidad a comienzos del siglo XX y circulaban numerosas fotos de desnudos, estos no se consideraban como arte, sino por lo general como pornografía. En contraste, las representaciones de la región púbica o del vello púbico en la pintura seguían siendo «mal vistas», contravenciones de esta norma conducían a escándalos a comienzos del siglo XX. En marzo de 1901, la revista Ver Sacrum de la Secesión de Viena fue confiscada por la fiscalía estatal y destruida porque contenía algunos dibujos de Gustav Klimt que «sobrepasaban los marcos de lo socialmente sancionado». Sus esbozos para las cornisas de cielos en la Universidad de Viena fueron rechazados debido a los detalles anatómicos y en la literatura de la época se designaba a Klimt como pintor escandaloso. También otros artistas fueron objeto de sanciones; aún en 1917 fue clausurada por la policía una exposición de Amedeo Modigliani, la única realizada durante la vida del artista, debido a que sus desnudos, por mostrar el vello púbico, se consideraban pornográficos.
En particular, el vello púbico se convirtió en un símbolo de la vanguardia de los pintores de desnudos y se trasladó luego hacia el centro de atención, desapareciendo completamente la representación de cuerpos femeninos sin vello púbico o sin fisura entre labios genitales del arte moderno del siglo XX. Especialmente Pablo Picasso, Egon Schiele y George Grosz pusieron en primer plano de su pintura de desnudos los genitales femeninos, como también los masculinos, y los convirtieron en socialmente aceptados. Sobre esta base surgieron representaciones de la vulva, como asimismo del pene y del acto sexual en el arte erótico de pintores como Balthus, Marcel Duchamp y André Masson, fotógrafos tales como Robert Mapplethorpe, Man Ray y Helmut Newton, Jeff Koons, Gerhard Richter, Gottfried Helnwein, Pierre Klossowski así como el japonés Nobuyoshi Araki y muchos otros que se continúan desarrollando hasta la actualidad.

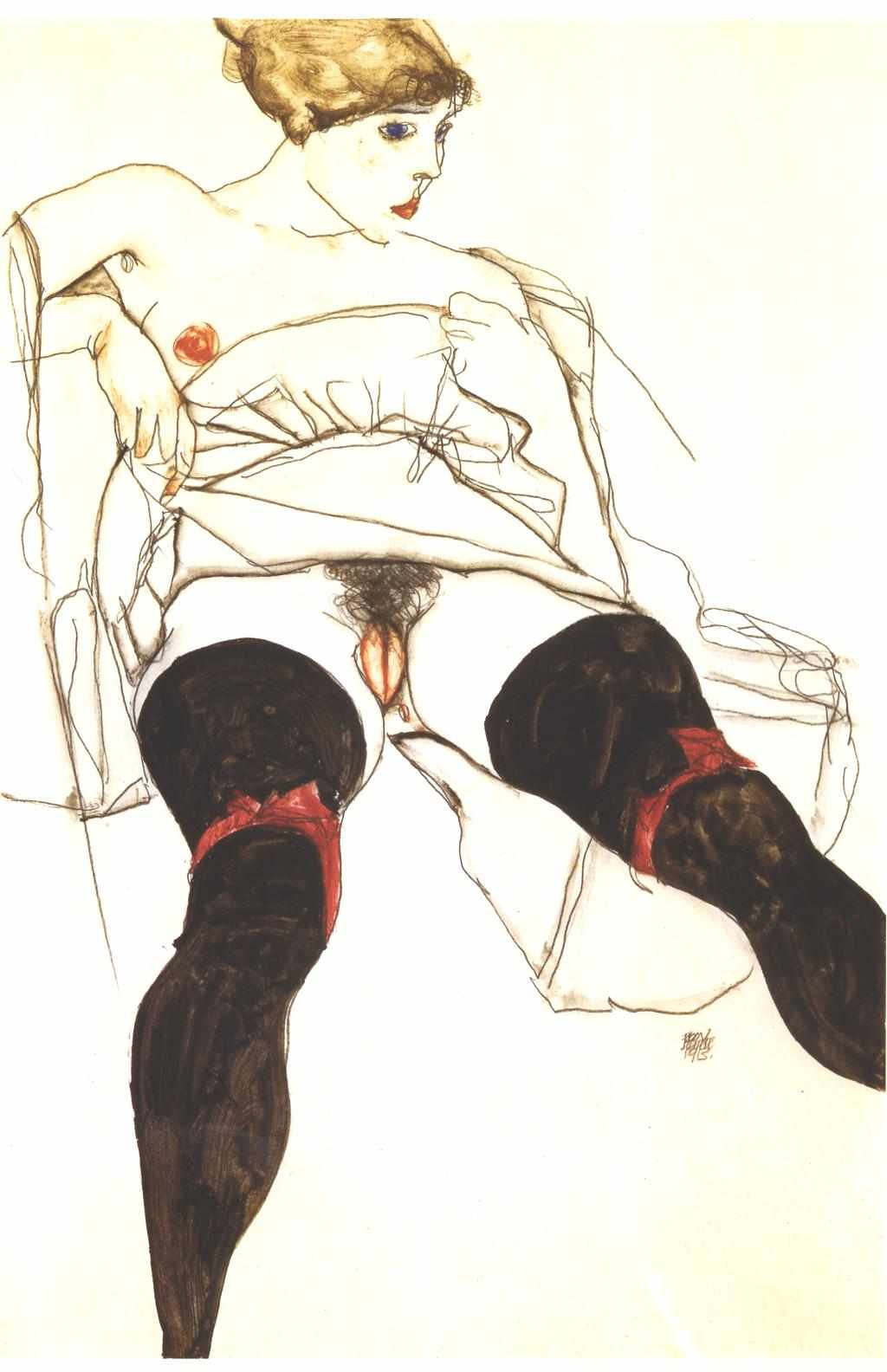
Egon Schiele: Mujer con medias negras 1913.
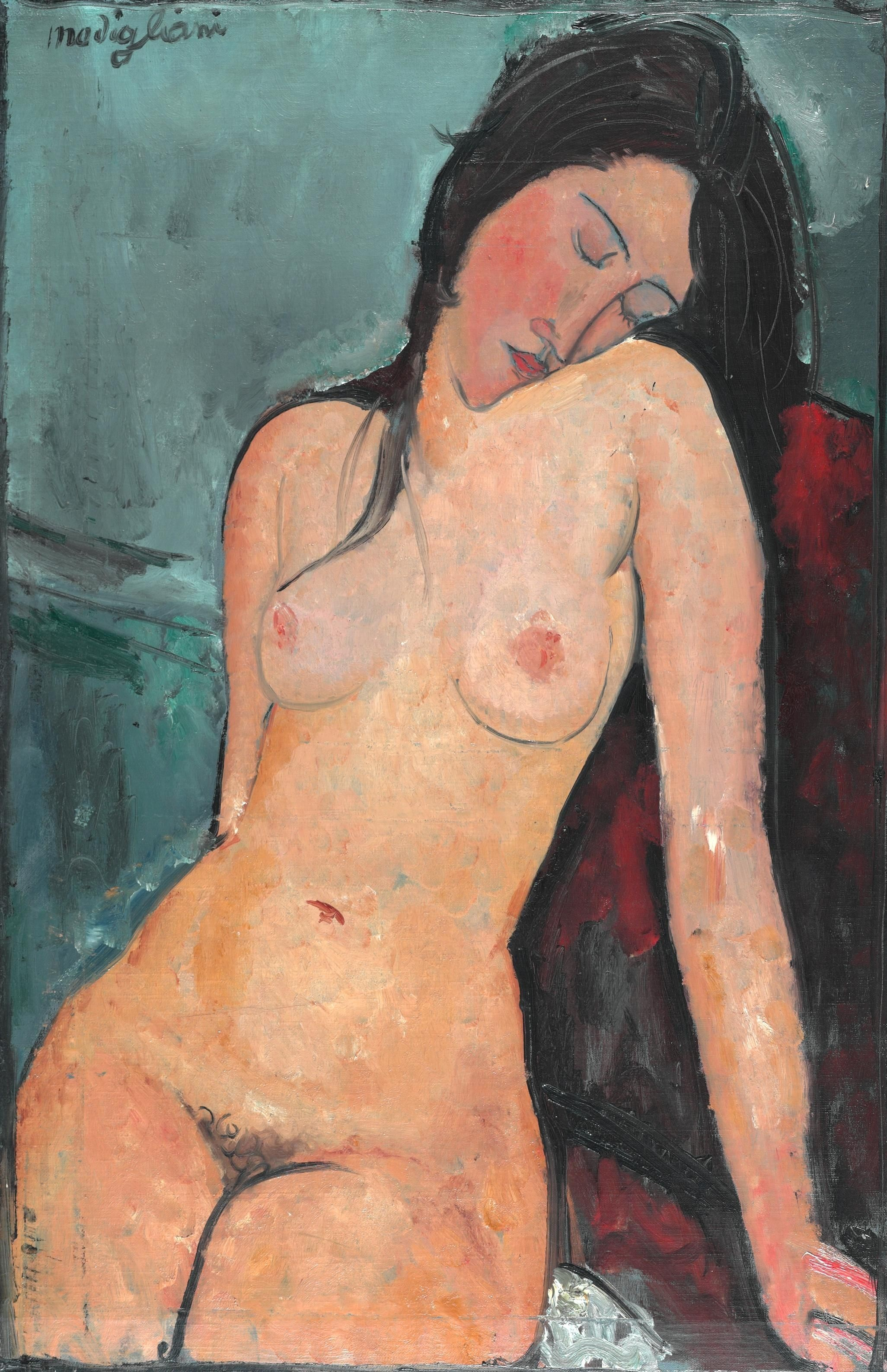
Amedeo Modigliani: Desnudo sentado 1916.
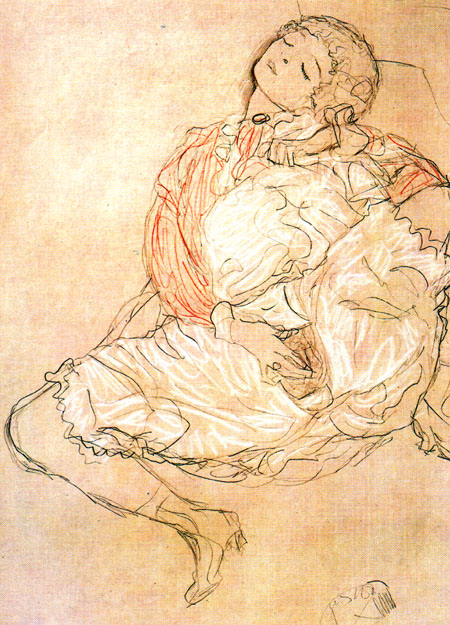
Gustav Klimt: Mujer sentada 1913.

### Actualidad
Las imágenes de los genitales femeninos se encuentran en el arte contemporáneo en muchos géneros artísticos, en particular en las fotografías de desnudos, además de la fotografía erótica, en concomitancia con la destabuización de su representación. Esta liberalidad ha tenido llegada también al retrato fotográfico, donde las mujeres que se muestran presentan tanto su cara como su vulva en retratos seriales de cuerpo entero o en retratos dobles de cara y vulva.
La vulva desempeña también un papel destacado como símbolo de la sexualidad femenina liberada en el arte feminista, donde se representación asociada a motivos florales o de mariposas, entre otros en la obra de Georgia O’Keeffe y Judy Chicago ha trascendido en la conformación de un estilo. Especialmente, Dinner Party, de esta última, la confrontación de la representación de genitales femeninos con la pintura de retratos barroca de Zoe Leonard en la documenta IX, la gigantesca figura Hon − en katedral (sueco: «Ella− una Catedral»), de Niki de Saint Phalle frente al Moderna Museet de Estocolmo, a la que se podía acceder a través de la vulva, los montajes de prótesis y juguetes sexuales de Cindy Sherman y las provocadoras performances de la artista austríaca VALIE EXPORT, como la Acción pantalón, pánico genital (1969), en la que ella se pasea por las graderías del público en un cine de películas pornográficas con un pantalón recortado en la zona de los genitales; asimismo, otras obras de Carolee Schneemann, Hannah Wilke, Marina Abramović, Chloe Piene y Annie Sprinkle forman parte de este contexto.
En 2012, la artista Sophia Wallace inició el proyecto Cliteracy para desafiar los conceptos erróneos sobre el clítoris. El proyecto Clitorosity utiliza dibujos del clítoris en lugares públicos.

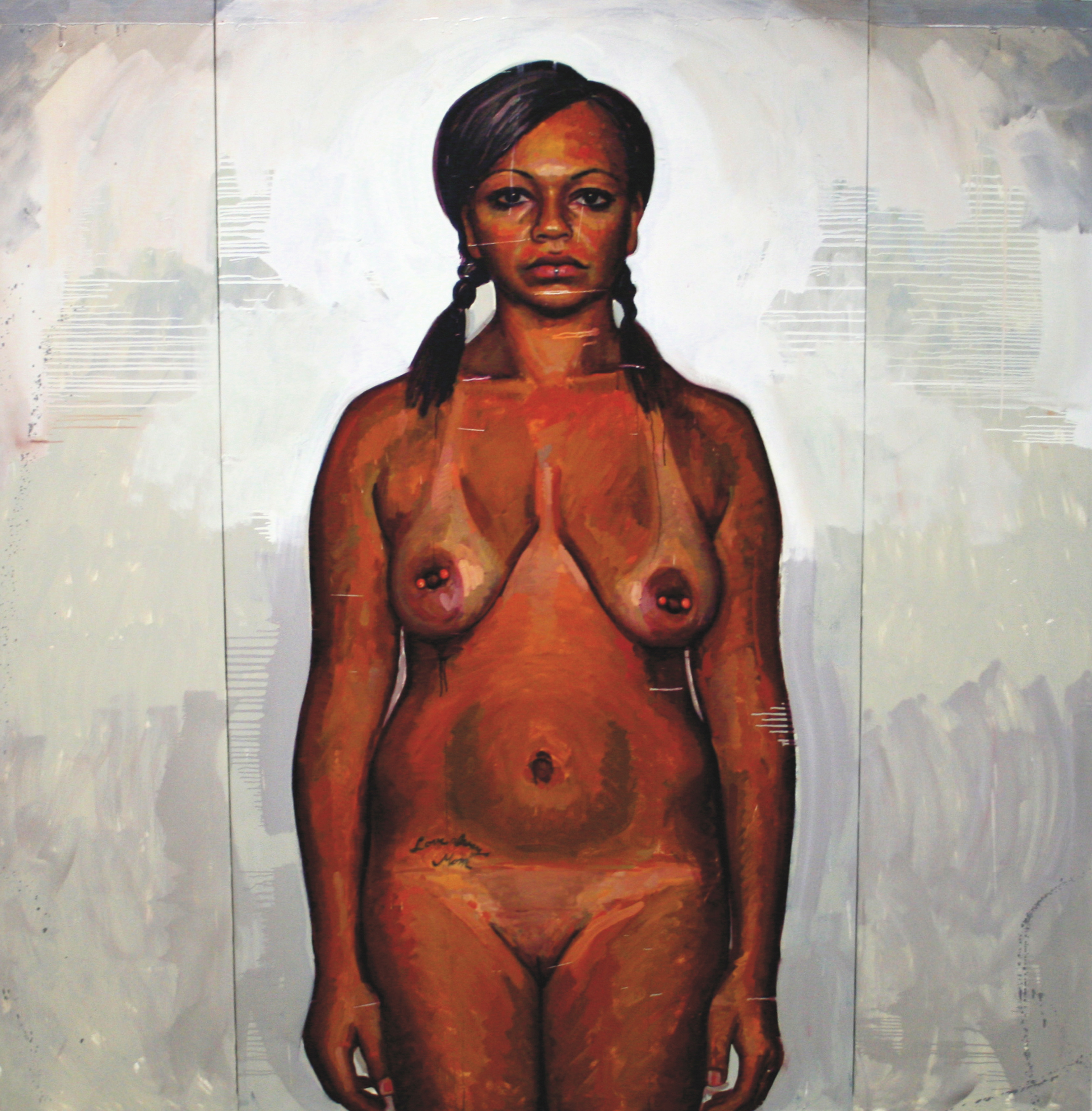
Matthew Cherry: Emily from Indiana 2008.
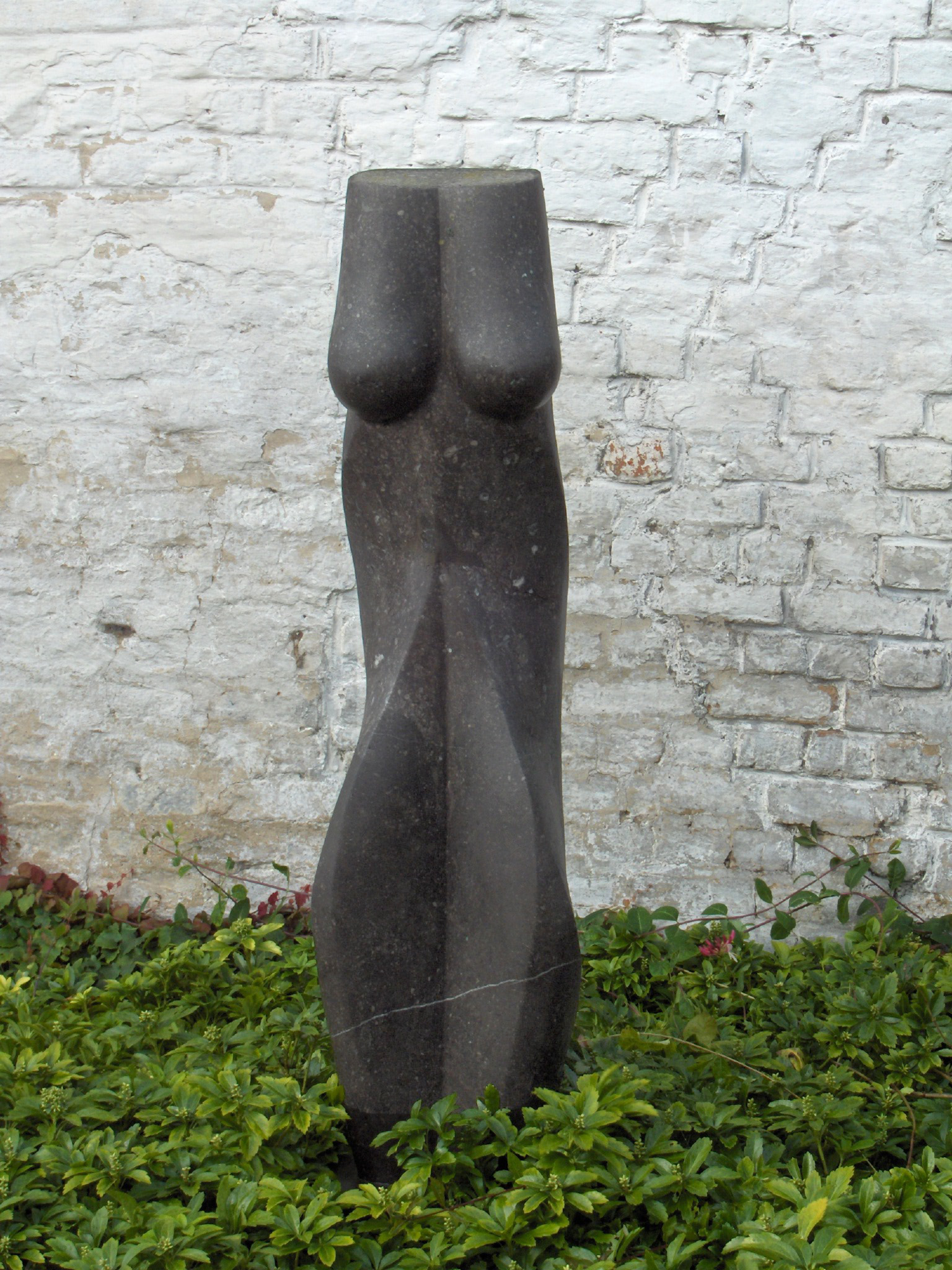
Escultura: Mujer con una vulva estilizada, Paul Baeteman, 2005.
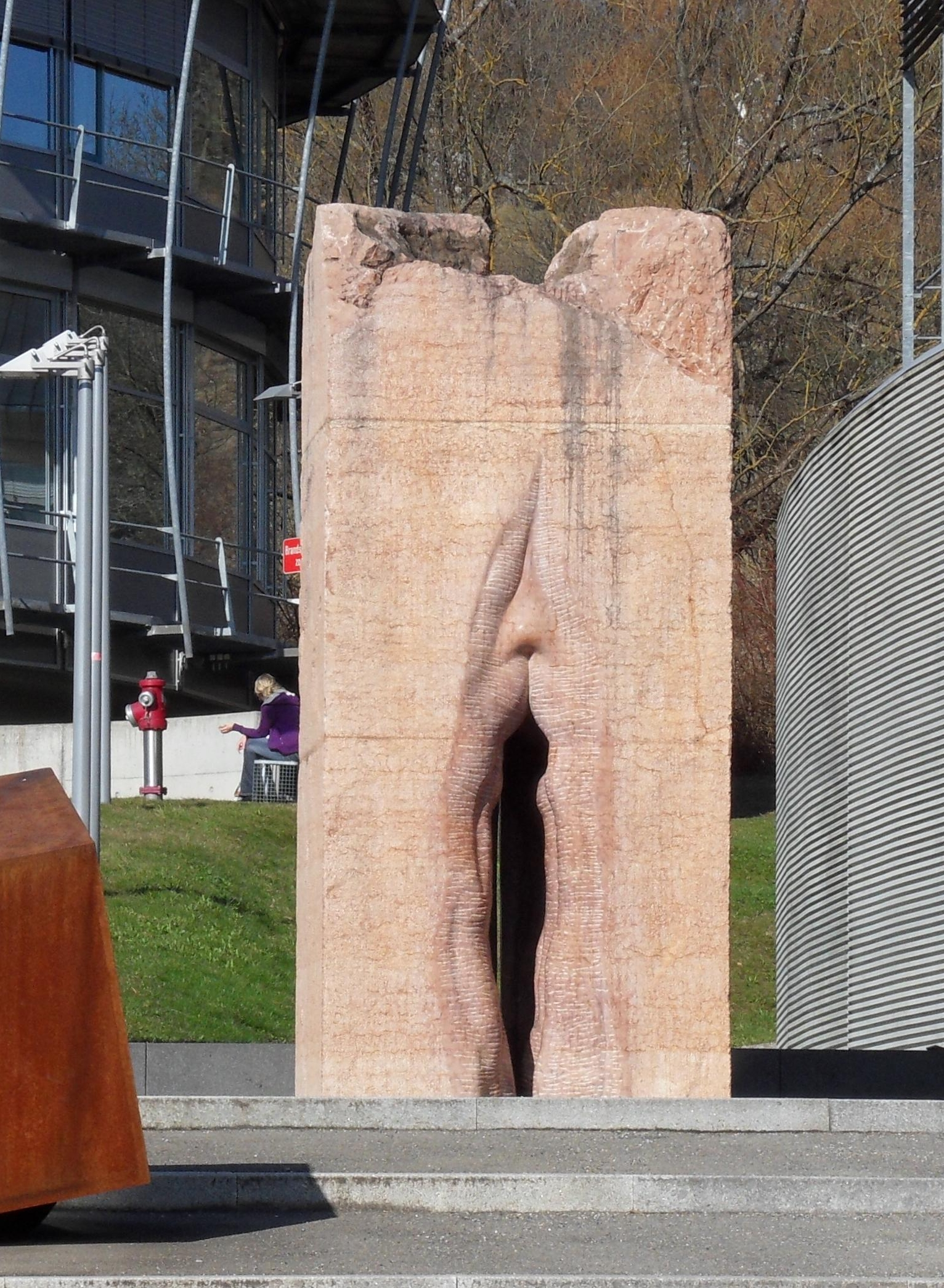
Escultura de una vulva frente al Instituto de Microbiología de la Clínica Universitaria de Tubinga.
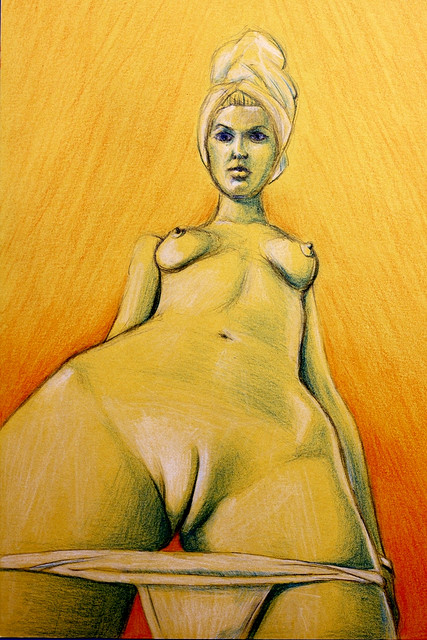
Dibujo a lápiz Conté: Willendorf, 2009.

### Medicina y fisiología
- Farage, Miranda A; Maibach, Howard I. (2006). The vulva: anatomy, physiology, and pathology [La vulva: anatomía, fisiología y patología] (en inglés). CRC Press. ISBN 0-849-33608-2.The vulva:anatomy... en Google Libros
- Küppers, V.; Bender, Hans Georg (2003). Blickdiagnostik Vulva [Inspección diagnóstica visual de la vulva] (en alemán). Elsevier, Urban & Fischer. ISBN 3-437-23270-3.Blickdiagnostik Vulva... en Google Libros
- Neill, Sallie; Lewis, Fiona (2009). Ridley's The Vulva [La vulva, de Ridley] (en inglés). Wiley-Blackwell. ISBN 978-1-4051-6813-7.
- Petersen, Eiko E. (2007). Farbatlas der Vulvaerkrankungen [Atlas en colores de las enfermedades de la vulva] (en alemán). Kaymogyn. ISBN 3-111-14201-9.
- Strauss, Günter (1991). Vulva (En: Pschyrembel, W., Strauss, G., y Petri, E., Praktische Gynäkologie) [Vulva (En: Pschyrembel, W., Strauss, G., y Petri, E., Ginecología práctica)] (en alemán). Walter de Gruyter Verlag.
- Youssef, Abdel Fattah (1985). Youssef’s Atlas der gynäkologischen Diagnosen [Atlas de Youssef de los diagnósticos ginecológicos] (en alemán). Gustav Fischer. ISBN 3-437-10976-6.

### Historia cultural
- Duerr, Hans Peter (1994). Intimität [Intimidad] (en alemán). suhrkamp. ISBN 3-518-38835-5., págs. 200-255
- Duerr, Hans Peter (1995). Obszönität und Gewalt [Obscenidad y violencia] (en alemán). suhrkamp. ISBN 3-518-38951-3., págs. 82-119
- Giard, Agnès (2007). L'imaginaire érotique au Japon [El imaginario erótico en Japón] (en francés). Albin Michel. ISBN 978-2-2261-6676-0.
- Sanyal, Mithu M. (2009). Vulva: Die Enthüllung des unsichtbaren Geschlechts [Vulva: El descubrimiento del sexo invisible] (en alemán). Wagenbach. ISBN 3-803-13629-6.

### Psicología
- Haarmann, Claudia (2005). "Unten rum…" Die Scham ist nicht vorbei ["Por ahí abajo.." El pudor no ha terminado] (en alemán). Innenwelt. ISBN 3-936360-14-4 |isbn= incorrecto (ayuda).